# Gueorgui Plejánov
Gueorgui Valentínovich Plejánov ([ɡʲɪˈorɡʲɪ(j) vəlʲɪnˈtʲinəvʲɪt͡ɕ plʲɪˈxanəf]ⓘ en ruso: Гео́ргий Валенти́нович Плеха́нов Tambov, Rusia; 29 de noviembrejul./ 11 de diciembre de 1856greg.-Terijoki, Finlandia; 30 de mayo de 1918) fue un revolucionario y filósofo ruso, teórico y propagandista del marxismo, del cual se considera el fundador en Rusia.
Nacido en una familia de la baja nobleza con tradición militar en la provincia de Tambov, Plejánov abandonó en 1875 sus estudios militares y de ingeniería para dedicarse a la tarea revolucionaria.
Participó en la manifestación frente a la catedral de Kazán en San Petersburgo en 1876, y después se unió a la nueva organización revolucionaria bakuninista Tierra y Libertad (Zemliá i Volia). Durante los años siguientes, participó activamente en diversas actividades de agitación para la organización y comenzó a escribir pequeñas obras revolucionarias para la publicación de aquella. La falta de resultados en la agitación del campesinado, sin embargo, llevó a parte de la organización a defender la concentración en el terrorismo como método para acabar con la autocracia. Plejánov se opuso a esta postura con ahínco y, al no lograr que se abandonase la tendencia, en 1879 consiguió dividir la formación. Se formaron dos nuevas organizaciones, una favorable al terrorismo y otra a la agitación, a la que Plejánov se unió como miembro destacado. Esta organización resultó un fracaso frente a la primera, y, a comienzos de 1880, Plejánov fue enviado al extranjero junto con otros compañeros para evitar ser arrestado.
En su largo exilio, que duraría treinta y siete años, Plejánov fue abandonando paulatinamente su bakuninismo inicial y convirtiéndose al marxismo. Aprovechó su alejamiento de Rusia para completar su formación teórica y leer las obras marxistas que, junto con el fracaso de la agitación y los nuevos análisis sobre la decadencia de la comuna rusa, le fueron conduciendo poco a poco a la socialdemocracia. Hasta 1896, la familia pasó gran penuria por la falta de ingresos y Plejánov hubo de cambiar de residencia en varias ocasiones por problemas políticos; vivió en Suiza, Francia y Gran Bretaña. Las privaciones lo llevaron a enfermar de tuberculosis, enfermedad que décadas más tarde acabó con su vida. En 1882 comenzó la publicación de obras marxistas, en defensa de la actividad política y socioeconómica. Fracasados los intentos de reunificarse con los terroristas rusos, fundó junto con otros exiliados el Grupo para la Emancipación del Trabajo, una organización para redactar publicaciones marxistas, la primera organización marxista rusa. En las obras para el Grupo, Plejánov sentó los fundamentos del marxismo ruso, con su convicción sobre el parecido de la evolución en Rusia y la de Europa occidental, las dos etapas para alcanzar el socialismo, la importancia de la conciencia de clase, la del proletariado urbano, así como la relevancia de la intelectualidad radical. Sus tesis influyeron a toda una generación de revolucionarios.
Erudito polifacético, aportó muchas ideas al marxismo en el ámbito de la filosofía y sobre el papel del arte y la religión en la sociedad. Escribió ampliamente sobre el materialismo histórico, sobre la historia de la filosofía materialista, sobre el papel de las masas y los individuos en la historia, sobre la relación entre la base y la superestructura, sobre la importancia de las ideologías, sobre demócratas revolucionarios como Visarión Belinski, Nikolái Chernyshevski, Aleksandr Herzen o Nikolái Dobroliúbov, sobre el origen del arte, etc.
En la década de 1890, su influencia entre el creciente movimiento revolucionario ruso aumentó; a finales de la década, sin embargo, este crecimiento se vio amenazado por el surgimiento de nuevas corrientes críticas, el economicismo ruso y el revisionismo alemán, que lo llevaron a dedicarse intensamente a su crítica. Intolerante con las nuevas corrientes que consideraba completamente erróneas, transmitió esta actitud a Vladímir Lenin, parte de la organización con la que el Grupo se había aliado a final del siglo contra los economicistas. En la nueva publicación conjunta, Iskra, Plejánov obtuvo privilegios como editor, pero la principal influencia fue la de Lenin, con el que compartió la defensa de lo que consideraban marxismo ortodoxo. Durante el II Congreso del nuevo partido socialdemócrata Plejánov se alineó con Lenin, temeroso aún de que el economicismo dividiese a la formación y deseoso de mantener la unidad y la ortodoxia. Las luchas con las nuevas corrientes acentuaron su jacobinismo y lo acercaron a los bolcheviques. De pluma acerada, Plejánov polemizó durante su vida con los revolucionarios terroristas de Naródnaya Volia, el populismo naródnik, el anarquismo y el liberalismo, además de con las corrientes marxistas que consideraba equivocadas contribuyendo a la difusión del marxismo entre los obreros e intelectuales de Rusia.
Poco después del congreso, Plejánov rompió con Lenin y se acercó relativamente a los mencheviques. Sus intentos de reunificar a las fracciones fracasaron y su influencia en el partido fue decayendo. En la Revolución rusa de 1905 promovió, con escaso éxito, la cooperación con la burguesía contra la autocracia. Favorable a la inclusión de los trabajadores en las organizaciones laborales legales para fomentar el desarrollo de su conciencia de clase, se opuso, no obstante, a los liquidacionistas, que deseaban acabar con las organizaciones clandestinas del partido y limitarse a las primeras.
Durante la Primera Guerra Mundial abandonó su primer internacionalismo para defender una postura nacionalista e intensamente defensista, favorable a la Entente en la guerra, que no gozó de popularidad en Rusia. Tras la Revolución de Febrero de 1917, regresó a Rusia, donde su actitud favorable a la cooperación con los partidos burgueses y la continuación del conflicto bélico lo aislaron del grueso de los socialistas. Opuesto a reformas radicales, rechazó de plano las posiciones radicales de los bolcheviques. Contrario a su toma del poder, auguró el advenimiento de la guerra civil antes de exiliarse en Finlandia, donde murió en la primavera de 1918.

## Juventud

### Familia
Plejánov nació en Gudálovka, un pueblo de la gobernación de Tambov el 29 de noviembrejul./ 11 de diciembre de 1856greg.. Su padre, Valentín Petróvich Plejánov, de ascendencia tártara, pertenecía a la baja nobleza y había seguido la carrera militar y participado tanto en la Guerra de Crimea como en el aplastamiento del alzamiento polaco de 1863. La familia tenía tradición militar: varios tíos de Plejánov y algunos de sus hermanos mayores eran militares. El padre había heredado 270 acres y unos cincuenta siervos, propiedades que se doblaron tras casarse con su segunda esposa, la madre de Plejánov. La emancipación de los siervos en 1861 hizo que la familia perdiese la mitad de sus tierras y entrase en dificultades para mantener la hacienda; en 1871 el padre abandonó la explotación de la propiedad y obtuvo un empleo en los recién creados zemstvos. Tras la muerte de su padre en 1873, su madre decidió vender las tierras que aún poseía la familia.
El padre de Plejánov, conservador y tradicionalista, apegado a su rango aristocrático y su carrera militar, se opuso a las reformas impulsadas por Alejandro II de Rusia. Fue un padre severo e irascible con sus doce hijos, y en ocasiones un hombre violento. Inculcó en el joven Plejánov un sentido de la hombría y la valentía que endureció su carácter. Deseaba que sus hijos fuesen autónomos, se valiesen por sí mismos y fuesen activos. Valentín Petróvich imbuyó en Plejánov su orgullo, franqueza y su reserva: sus seguidores lo describirían más tarde a menudo como imponente, austero y reservado y contó con pocos amigos íntimos a lo largo de su vida.
Su madre, María Fiódorovna Belýnskaya, era veintitrés años menor que Valentín Petróvich, con el que se casó cuando este contaba con 45 años y siete hijos —Plejánov tuvo once hermanos y era el mayor de los hijos del segundo matrimonio de su padre—. Modesta, amable e inteligente, había sido institutriz y recibido estudios en el Instituto Smolny y tras la muerte de su esposo trabajó como maestra para mantener a la familia. La madre de Plejánov tuvo muy buena relación con su primogénito y reforzó sus dotes intelectuales, además de inculcarle su altruismo y sentido de la justicia. A la fuerza de carácter paterna, Plejánov unió los valores maternos.

### Educación

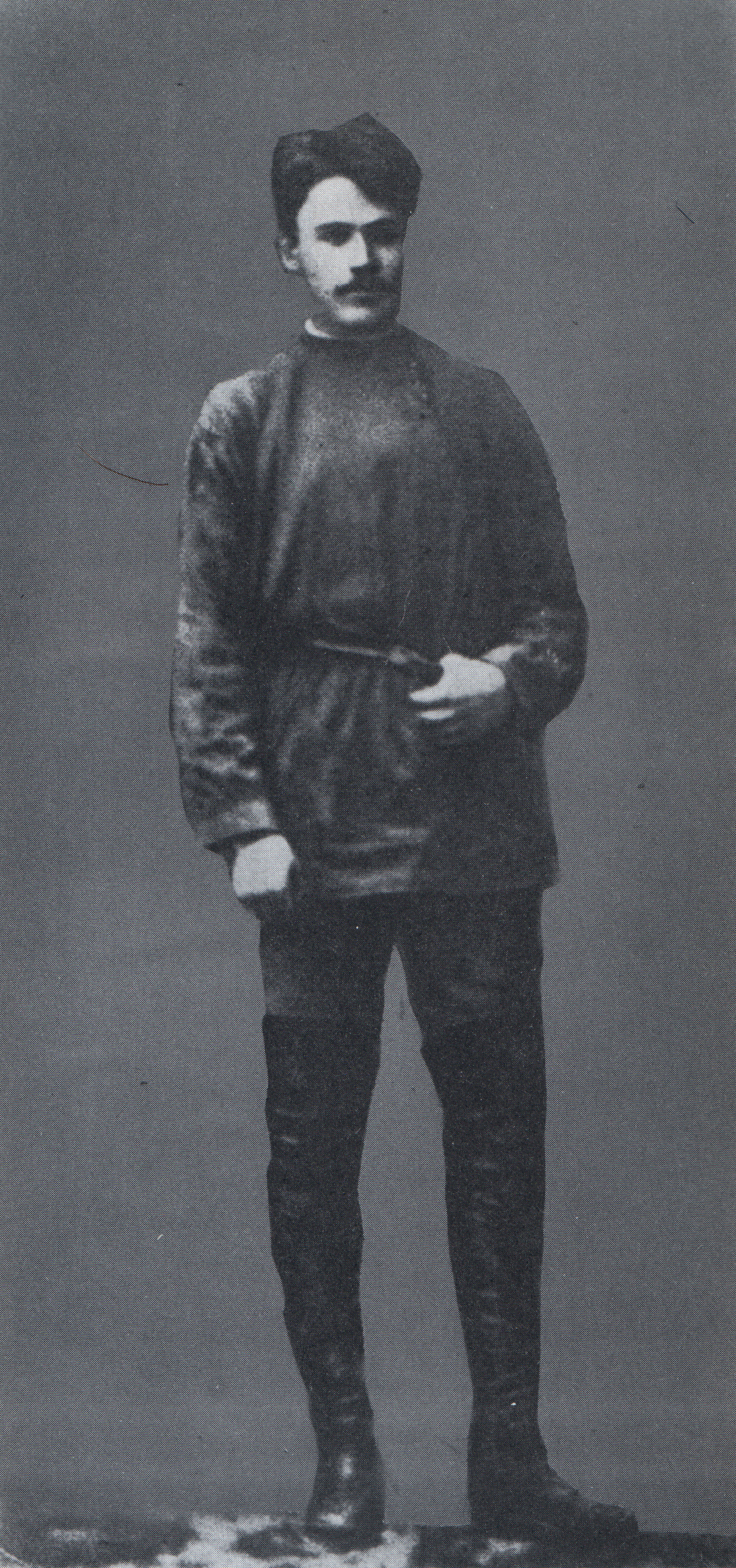
El joven Plejánov en fecha desconocida. Su conversión a la actividad revolucionaria y abandono de sus estudios universitarios tuvo lugar en 1875-1876.

Plejánov no recibió educación formal hasta los diez años, cuando en 1866 ingresó en el segundo año de la Academia Militar de Vorónezh. Inteligente, no destacó, sin embargo, en sus estudios en la academia militar por falta de interés, aunque ya por entonces era un lector voraz. Se graduó en 1873 y marchó a la capital, San Petersburgo, donde ingresó en la Escuela Militar Konstantínovskoe, ya ateo, pero no aún revolucionario. Influido cada vez más por sus lecturas, sufrió una crisis de conciencia al sopesar la posibilidad de que una carrera militar lo obligase a servir al zar en contra del pueblo; tras un semestre abandonó la escuela militar, solicitó posponer su servicio militar y comenzó a prepararse para ingresar en el Instituto de Minería de la capital, por espíritu utilitarista, como otros contemporáneos.
Su acercamiento a los revolucionarios fue haciéndose mayor en los años siguientes: asistió a reuniones clandestinas de revolucionarios, sus lecturas de carácter social y político le ocupaban cada vez más tiempo y en el invierno de 1875-1876 dio cobijo en su residencia de la capital a Pável Axelrod, por entonces bakuninista buscado por la policía. A comienzos de 1876, ya permitía el uso de su habitación para reuniones políticas y unos meses más tarde acogió a Lev Deutsch, intrépido revolucionario que más tarde se convertiría en su colaborador.
Su creciente involucramiento en actividades revolucionarias hizo que se resintiesen sus estudios y, al finalizar su segundo año en el Instituto de Minería, fue expulsado por no asistir a las clases. En el verano de 1876, visitó a su madre en el campo para comunicarle su decisión de dedicarse a la tarea revolucionaria, decisión mal recibida por la familia. Fue la última vez que vio a su madre. Regresó a la capital en el otoño.
De esta época data una descripción de Plejánov que se considera fiel a la realidad:

En su aspecto externo y en su indumentaria, Plejánov –al contrario que todos nosotros, los revolucionarios de entonces– no se parecía a los nihilistas: vestía con pulcritud y elegancia, pero sin pretensiones, se peinaba hacia atrás y llevaba la barba, de un color pelirrojo oscuro, recortada, mientras que muchos de nosotros rara vez tocábamos una cuchilla o un peine de forma que nuestro cabello lucía un «desorden pintoresco».

En modales, formas y costumbres, Plejánov también se distinguía intensamente de nosotros: era educado, correcto y daba la impresión de ser un joven bien educado, mientras que nosotros, con nuestros «modales nihilistas», nos habíamos ganado fama de alborotadores.

Al recordar ahora al joven de veinte años que he descrito y compararlo con el Plejánov maduro, no encuentro diferencias apreciables en sus modales, formas o carácter: la forma general permaneció casi sin cambios. Hasta edad avanzada, conservó su tez morena, su porte militar y su cabello entrecano.

Las mujeres lo encontraban atractivo, pero en las facciones regulares de su cara había algo de mongol, que él mismo explicaba por su lejana ascendencia tártara que se reflejaba, según sus propias palabras, en su apellido: Ple-jan-ov.

Tenía un rostro inteligente y muy expresivo que atraía inmediatamente la atención. Especialmente notables eran sus ojos de color avellana oscuro que parecían penetrar a su interlocutor y que miraban severamente desde unas cejas extraordinariamente pobladas y unas largas pestañas con una sonrisa irónica.
Lev Deutsch

## Bakuninista

### En Zemliá i Volia
El 6 de diciembrejul./ 18 de diciembre de 1876greg., participó en la manifestación frente a la catedral de Kazán de la capital del nuevo grupo Zemliá i Volia («Tierra y Libertad»), que trataba con ella de protestar por el trato a los populistas arrestados en las provincias por sus inútiles intentos de agitar al campesinado y, a la vez, provocar mayores protestas. En la manifestación, de tamaño menor de lo esperado, el joven Plejánov dio un breve, pero apasionado discurso en favor de Nikolái Chernishevski y del resto de arrestados por las autoridades. La policía disolvió la concentración y arrestó a varios manifestantes, pero Plejánov, ya comprometido con la causa revolucionaria y convertido en fugitivo, fue de los que logró escapar en la confusión.
Buscado por la policía, huyó al extranjero y solo regresó a Rusia a mediados de 1877. En octubre de 1876, se había casado con Natalia Smirnova, estudiante de medicina de Oriol, radical y divorciada con hijos de la que Plejánov se separó dos años más tarde y se divorció formalmente en 1908. Durante su primer exilio, Plejánov pasó fugazmente por París para instalarse más tarde en Berlín, donde entró en contacto con los socialdemócratas alemanes, que despreció desde su postura bakuninista por lo que consideraba exceso de moderación y falta de espíritu revolucionario. Durante su ausencia se organizó la centrista Zemliá i Volia, y Plejánov no pudo participar en los debates sobre su programa y organización, pero, a su regreso a Rusia, se unió a ella con entrega y participó en actividades de agitación entre campesinos, obreros, estudiantes y cosacos. Durante este periodo de agitador revolucionario, el joven Plejánov viajaba con puño de hierro, daga y pistola.

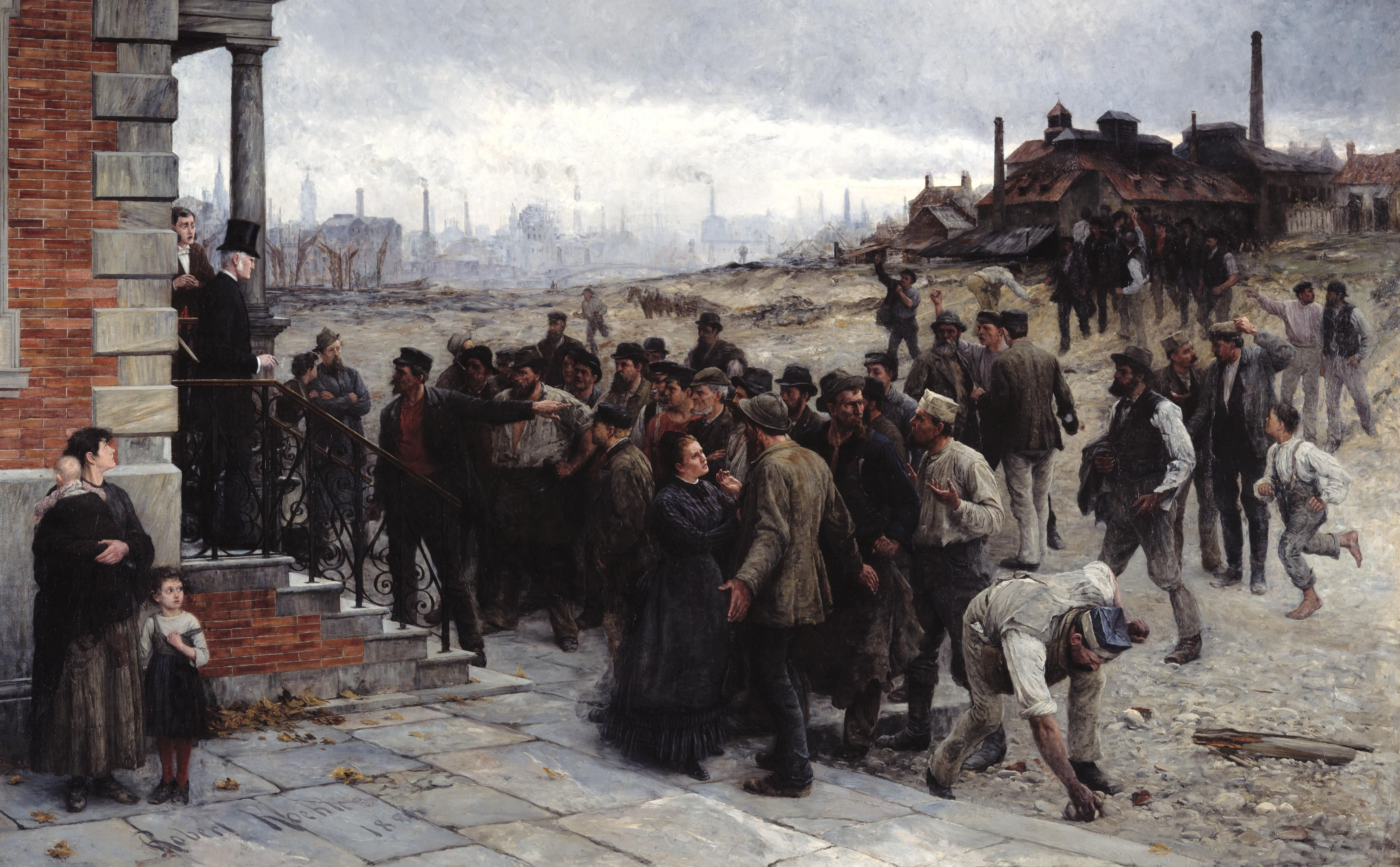
La huelga, de Robert Koehler. Plejánov participó en la organización y el apoyo a diversas huelgas de la capital durante su periodo de pertenencia a Zemlia i Volia en la década de 1870.

Su primera misión tras su vuelta del exilio fue la agitación en el bajo Volga donde estuvo a punto de ser capturado por la policía. A mediados de 1878, los cosacos comenzaron a protestar por ciertas medidas del Gobierno que consideraban infringían sus derechos tradicionales y Plejánov trató de atizar las protestas. En las polémicas de entonces con los partidarios de Piotr Lavrov, opuestos a las revueltas por considerarlas contraproducentes, ya se lo apodaba «el orador» y demostró sus cualidades como dialéctico que más tarde lo harían famoso. Dialéctico con seguridad en sí mismo, capaz de poner en evidencia las posiciones de su adversario mediante la exposición de sus consecuencias, de embellecer sus propios argumentos con citas históricas y literarias, empleaba un ingenio mordaz y la caricatura para ridiculizar a su adversario, acusándolo de sumisión a la ideología burguesa y finalmente negando su autoridad en el asunto de la discusión. Estas habilidades convertían a Plejánov en un adversario formidable en los debates, pero le impedían ganarse a los rivales y convertirlos a su punto de vista, lo que más tarde limitó su poder como político.
En diciembre de 1877, agitó a los estudiantes por el juicio a 193 populistas y acudió al funeral del poeta Nikolái Nekrásov, en el que, junto con el escritor Fiódor Dostoyevski, 45 años mayor, elogió al fallecido por la conciencia social de sus versos.
Pocos días después, ya en 1878, agitó a los trabajadores de una fábrica de cartuchos en la que habían fallecido varios obreros con el primer folleto que se conserva de Plejánov. El mismo tono rebelde se reflejó en sus opúsculos de ese año en el que arremetió contra el juicio de Vera Zasúlich, el fin de los juicios con jurado para los acusados de delitos políticos, el maltrato a los estudiantes que se manifestaban, el trato a los arrestados en las protestas o la actuación de los basi-bozuk otomanos en Bulgaria. En la primavera de ese año, se le encargó la revisión de los estatutos de Zemliá i Volia. Ese mismo año se involucró intensamente en la huelga de la Nueva Compañía Textil de la capital, en la que impresionó a los obreros en huelga por su inteligencia, valentía y dinamismo. La huelga sirvió a Plejánov para comprobar la ingenuidad de los obreros, que deseaban solucionar sus penurias mediante una apelación al príncipe heredero. Durante la huelga, fue detenido por azar, pero al no ser reconocido, quedó en libertad. Varios meses más tarde nuevamente evitó ser detenido cuando, de regreso de la región del Don donde había estado apoyando las nuevas protestas de los cosacos, se encontró con que gran parte de la organización revolucionaria había sido detenida por la policía. Gracias a los esfuerzos de Plejánov y Mijáilov, pocos meses después Zemliá i Volia volvía a estar activa y contaba con una nueva publicación con el nombre del grupo. En este periodo, compaginó su actividad de editor de Zemliá i Volia con la agitación entre los obreros fabriles.

### En Chorni Peredel
La división de opiniones en Zemliá i Volia entre aquellos como Plejánov que favorecían la agitación entre la población para oponerse a la autocracia zarista y los que defendían la extensión del terrorismo ante la aparente falta de respuesta a la agitación, especialmente en el campo, llevó a la disolución de la organización.
A pesar de que el sector que defendía la intensificación del terrorismo era minoritario, en el congreso que reunió a veinticuatro delegados el 25 de mayojul./ 6 de junio de 1879greg. en una isla cerca de Vorónezh logró el respaldo de la mayoría para concentrar los esfuerzos de la organización en los ataques terroristas contra el Gobierno; Plejánov, completamente contrario, abandonó la reunión y se lo dio por excluido de la misma desde ese momento. Los posteriores intentos de sus partidarios de deshacer las conclusiones del congreso y devolver el acento de la organización a la agitación llevaron a la disolución de Zemliá i Volia y a la formación de dos nuevas organizaciones, una que reunió a los que defendían el terrorismo y otra que agrupó a los partidarios de la agitación política tradicional. La división se produjo en octubre y los antiguos compañeros decidieron repartir los fondos y no utilizar el antiguo nombre de la formación extinta: los terroristas tomaron el nombre de Naródnaya Volia («La voluntad popular») y los agitadores el de Chorni Peredel («Repartición negra», por el tradicional nombre de la reforma agraria deseada por los populistas). La separación fue amistosa y las dos organizaciones prometieron ayudarse mutuamente. Plejánov se convirtió en el alma y cabecilla intelectual de la nueva formación, además de haber sido el que más había contribuido a su creación.
Pronto la formación terrorista se mostró como la más atractiva para aquellos que deseaban rebelarse contra la autocracia y la organización de Plejánov y sus correligionarios fue incapaz de atraer suficientes miembros dispuestos a marchar al campo a agitar entre el campesinado, al tiempo que algunos de los veteranos populistas regresaban del agro, desencantados con la vida en las provincias. En enero de 1880, una redada de la policía desmanteló prácticamente toda la organización, que quedó reducida a un puñado de exiliados y unos pocos grupos en Rusia. Entre los exiliados se encontraba el propio Plejánov, Vera Zasúlich y Lev Deutsch (o Deich) que, ante los persistentes rumores de una acción policial en la capital a donde habían regresado a finales de 1879, fueron enviados al exilio por la organización en enero de 1880, pocos días antes de la redada.

## El largo exilio

### Primeros años de exilio y conversión al marxismo
En el momento de su exilio, Plejánov continuaba siendo un populista anarco-socialista, convencido de que la supervivencia de la comuna rusa permitiría al país pasar al socialismo sin antes atravesar una fase capitalista. Su conocimiento de los estudios de Marx y Engels era aún limitado. Como populista, el objetivo de la revolución para él era la destrucción del Estado, considerado intrínsecamente opresor, a diferencia de los socialdemócratas, que proclamaban la necesidad de un Estado centralizado fuerte para alcanzar la fase socialista. Su actitud hacia la política era negativa, como la de los demás seguidores de Bakunin, y prefería concentrarse en la acción socioeconómica, crucial para la revolución. Una vez convencido de la inutilidad de la agitación en el campo y de la necesidad de exiliarse, trató de aprovechar su paso a Europa occidental para ampliar su formación, tanto en materias generales como en las específicamente revolucionarias. La salida al extranjero supuso además su abandono de la actividad agitadora revolucionaria y el comienzo de su dedicación a la teoría política y el estudio; su erudición, ya advertida anteriormente, se acentuó en el periodo de exilio.
La falta de resultados en la agitación del campesinado, la improbabilidad de un levantamiento campesino y el estudio de Orlov sobre la crisis de la comuna en Rusia y el crecimiento del capitalismo en el país, junto con su creciente familiaridad con los escritos socialistas occidentales, hizo que Plejánov fuese replanteándose su posición política.
En 1880 nació su primera hija, Vera, tenida con su compañera —y futura esposa a partir de 1908—, Rosalía, que no acompañó a Plejánov para cuidar de la niña y acabar sus estudios de medicina, que podrían sostener a la familia en caso necesario, ya que Plejánov carecía de ingresos en el exilio. La niña moriría dos años más tarde, la primera de las dos hijas del matrimonio que fallecieron en la infancia de las cuatro que nacieron de la relación.
Plejánov se instaló en Ginebra creyendo que su exilio duraría unas pocas semanas, a lo sumo algunos meses, pero solo regresó a Rusia 37 años después de su salida a comienzos de 1880. Sus dos primeros años de exilio, de 1880 a 1882, fueron los más trascendentales de la carrera de Plejánov en el aspecto intelectual, pues fue en este periodo cuando abandonó su anterior populismo para abrazar el marxismo que ya no abandonaría. A Plejánov se lo considera el último occidentalizador ruso de la tradición de Belinski, Herzen o Chernyshevski, un intelectual polifacético en su interés por la filosofía occidental, la economía, la historia y, sobre todo, las obras socialistas; estos estudios lo condujeron a adoptar el marxismo. Sus aportaciones en sociología y filosofía se consideran notables, su talento como escritor, grande, y es la principal figura del marxismo ruso.
Una de sus primeras influencias en el extranjero fue la de Piotr Lavrov, a pesar de las anteriores disputas de Plejánov con sus partidarios en Rusia; Lavrov, populista, sentía simpatía por la socialdemocracia de Marx y Engels y compartía con Plejánov su respeto por el saber y la importancia que concedía a la teoría del movimiento revolucionario. Con la llegada de Plejánov a Europa occidental dio comienzo un periodo de tres años de colaboración entre este y Plejánov en el que Lavrov le ayudó con su conocimiento del socialismo, sus contactos y financieramente, dada la pobreza de Plejánov. Plejánov pasó un año en París tras la llegada de Rosalía para colaborar con Lavrov. La situación económica de la familia era delicada por la necesidad de mantener a una amiga indigente de Rosalía que vivía con la pareja y falleció en 1882 y el nacimiento de dos hijas más en 1881 y 1883. Las autoridades rusas habían denegado la diplomatura médica a Rosalía cuando tuvieron conocimiento de su relación con Plejánov, impidiéndole así practicar la medicina y sostener económicamente a la familia. La penuria económica persistió durante gran parte del periodo del exilio, y se vio aliviada principalmente por los artículos eruditos que Plejánov lograba vender a diversas revistas, al comienzo gracias a la mediación de Lavrov.
En 1880 Plejánov aprendió alemán para poder leer las obras de los marxistas alemanes en el original y quedó muy impresionado por la crítica de Friedrich Engels a Piotr Tkachov, que atacaba durísimamente las bases del populismo ruso (naródnik). Engels negaba la vigencia de la comuna rusa, que consideraba en decadencia ante el creciente capitalismo, el carácter revolucionario del campesinado, y afirmaba que la siguiente revolución en Rusia sería burguesa y no socialista. En su descripción de la situación en Rusia en 1882, Plejánov realizó un análisis muy similar al planteado por Engels en su crítica a Tkachov y a los populistas en 1875. La crítica de Marx y Engels a los populistas, para entonces más moderada, influyó, sin embargo, en el proceso de alejamiento del populismo y acercamiento al marxismo de Plejánov. En su tercer y último artículo para Chiorny Peredel, de enero de 1881, Plejánov ya mostraba su acercamiento al marxismo, pero aún no había abandonado su anterior populismo, y trataba de reconciliar ambos. Su principal obstáculo para abandonar el populismo era su miedo a que la aceptación de que únicamente un capitalismo avanzado pudiese preceder a la revolución socialista convirtiese en inútiles los esfuerzos de los revolucionarios rusos: si la comuna se hallaba en crisis y no podía garantizar una transición especial al socialismo y el capitalismo ruso tardaría décadas o siglos en desarrollarse, las actividades de los revolucionarios carecían de sentido. La solución de Plejánov fue postular que los socialistas debían participar en la primera revolución burguesa que acabase con la autocracia en alianza con la burguesía, pero preparándose en todo momento para enfrentarse a esta y avanzar hacia el socialismo una vez que la autocracia fuese vencida y la burguesía tomase el poder. Los socialistas debían no solo concentrarse en tomar el poder político, como hacían los terroristas, ni ignorar la política y centrarse en la agitación social y económica, como hacían los populistas, sino combinar las dos actividades para implantar el socialismo. Esta actitud, surgida de su estudio del Manifiesto Comunista, resultó un hito en la vida de Plejánov.
En 1882 realizó una nueva traducción al ruso del Manifiesto Comunista para la que el propio Marx redactó un prólogo —la primera había sido la de Bakunin en 1869—. Para entonces Plejánov defendía fundamentalmente las posiciones de Marx y Engels, pero consideraba erróneo su juicio sobre la situación en Rusia, cada vez más favorable a terroristas y populistas. Engels no recibió bien la creación del marxista Grupo para la Emancipación del Trabajo y el análisis marxista de la situación rusa de Plejánov en su Nuestras diferencias de 1885. Plejánov había basado su examen de la situación en Rusia en los escritos de Marx y Engels de la década de 1840, con la que la Rusia de la década 1880 tenía grandes similitudes (atraso político, semifeudalismo, economía primordialmente agraria, incipiente capitalismo) en su opinión. En la década de 1880, tanto Marx como Engels habían adoptado una actitud mucho más favorable a los populistas rusos, cercana al blanquismo, y no vieron con buenos ojos las críticas de Plejánov a estos.
Su primera obra puramente marxista fue su Socialismo y lucha política de 1883, culminación de su transición a la socialdemocracia. Plejánov pensaba, ya que no había diferencia entre la evolución histórica rusa y de la Europa occidental y que el paso al socialismo seguiría el mismo camino en ambas. Sus estudios sobre la historia de Rusia, a la que consideraba una sociedad intermedia entre la occidental y la oriental, influyeron en algunas de sus posiciones políticas.

#### Grupo para la Emancipación del Trabajo

##### Ruptura con los populistas
La conversión de Plejánov no produjo una nueva organización hasta pasado algún tiempo: el nuevo Grupo para la Emancipación del Trabajo, fundado junto con Vera Zasúlich y León Deutsch, no surgió hasta finales de 1883. Mientras, se sucedieron los intentos de reunir a los antiguos miembros de Chiorny Peredel y Naródnaya Volia, finalmente fracasados. A pesar del entusiasmo por las acciones de los terroristas de algunos de los exiliados, incluido el asesinato del zar Alejandro II en marzo de 1881, Plejánov siguió convencido de que aquellos se hallaban equivocados y que sus acciones no llevarían a la implantación del socialismo. Su traslado de París a Ginebra en el otoño de 1881 puso de relieve las diferencias surgidas con algunos de los emigrados, que deseaban la unión con Naródnaya Volia a toda costa. Plejánov deseaba la unión, pero con un cambio ideológico en la formación hacia el marxismo. Finalmente, tras un alejamiento progresivo en 1883, ambas partes rompieron las negociaciones y el 12 de septiembre se anunció la formación del Grupo, la primera organización marxista rusa de la historia.

##### Aportaciones ideológicas
Los dos primeros años de la organización, a través de su «biblioteca de socialismo contemporáneo», puso los cimientos ideológicos del marxismo ruso. Las dos principales contribuciones de Plejánov fueron su Socialismo y lucha política (1883) y Nuestras diferencias (1885). La segunda obra se considera que contenía «la práctica totalidad de las ideas básicas que conformaban el bagaje del marxismo ruso hasta finales del siglo». Las mismas ideas contenidas en esta obra siguieron más adelante influyendo notablemente en la fracción menchevique y, en menor medida, en la bolchevique, tras la ruptura del partido socialdemócrata en 1903. Plejánov, por su parte, mantuvo durante el resto de su vida la defensa de los principios reflejados en sus obras de la primera mitad de la década de 1880. Si la primera obra contenía aún elementos de conciliación con los populistas, estos estaban totalmente ausentes de la segunda. En su análisis de la situación en Rusia, Plejánov negaba la base del populismo: la vitalidad de la comuna que debía permitir alcanzar el socialismo evitando la fase capitalista intermedia. Plejánov afirmaba que el capitalismo ya se había instalado en Rusia, crecía y estaba acabando con la comuna, haciendo imposible basar la transformación socialista en esta institución en decadencia. Por el contrario, Plejánov defendía la necesidad de basar la actividad revolucionaria en la progresiva socialización de la producción y del trabajo, tanto en la ciudad como en el campo y el creciente proletariado urbano, en su opinión la clase revolucionaria por excelencia de la fase capitalista.
Para Plejánov, el socialismo sería el final de una larga evolución económica y último acontecimiento de una lucha de clases que debía librarse en la política. En su opinión, era imposible tratar de saltarse una de las etapas, la capitalista, esencial para la creación de las condiciones que permitirían la implantación del socialismo, como pretendían los populistas rusos. Para Plejánov, el paso al socialismo necesitaba de una sociedad altamente industrializada en un sistema capitalista. El capitalismo debía acabar con la mayoría de la pequeña burguesía de los campesinos propietarios y empujar a la mayoría al proletariado, urbano y agrario, que debía eliminar a su vez el capitalismo que los había creado. Para Plejánov, el proletariado por excelencia lo formaban los obreros fabriles, aunque el proletariado rural (los jornaleros) y campesinos propietarios pobres, también colaborarían en la tarea. Plejánov consideraba que, en el momento adecuado para la implantación del socialismo, el proletariado englobaría ya a la mayoría de la población, y aquella se produciría gracias a la toma de conciencia de sus intereses de clase producida durante el anterior periodo capitalista. La tarea de lograr esa toma de conciencia, sin embargo, no recaía en el propio proletariado, sino en los intelectuales socialistas. Estos debían guiar los instintos revolucionarios de los trabajadores, fomentados por su experiencia del capitalismo, hacia el socialismo. Esa toma de conciencia debía producirse lentamente durante el periodo burgués, una vez eliminada la autocracia y ganadas las libertades que permitirían al proletariado organizarse, defender sus derechos y propagar su ideología entre sus miembros. A diferencia de Lenin, Plejánov no consideraba al proletariado incapaz de lograr por sí mismo desarrollar una conciencia de clase y necesitado de la intelectualidad radical, pero sí creía que esta podía acelerar el proceso de toma de conciencia, natural en el sistema capitalista. La lucha por abolir la autocracia debía aliar al proletariado temporalmente con la burguesía y sería el primero y no la segunda la que encabezase la lucha. La revolución burguesa debía conceder al proletariado «la posibilidad de desarrollo político y educación». Su desarrollo y organización en esta etapa debía permitirle convertirse en una clase gobernante, que desplazase más tarde a la burguesía del poder. La debilidad inicial del capitalismo ruso debía permitir además la organización temprana del proletariado de manera que la transición de la fase liberal a la socialista se acelerase.
El campesinado de aquel momento era considerado por Plejánov pequeño burgués y reaccionario, empeñado en detener el avance del capitalismo, no para implantar el socialismo, sino para defender su sistema productivo de pequeños propietarios. Por su ideal de detención del progreso capitalista, que Plejánov creía necesario, el campesinado quedaba excluido de la clases revolucionarias.
Las tesis de Plejánov sirvieron para formar a toda una generación de revolucionarios rusos, atraídos al marxismo por sus obras, en las que veían la prueba de que el análisis marxista no solo era aplicable a Europa occidental, sino también a Rusia.

##### Evolución de la organización
La actividad de Plejánov se concentró en el Grupo durante los veinte años de su existencia, de 1883 a 1903 —se disolvió durante el Segundo Congreso del Partido Obrero Socialdemócrata Ruso—. A diferencia de la segunda década del periodo en la que el Grupo tuvo un destacado papel en el movimiento revolucionario, en la primera el Grupo representaba fundamentalmente todo el movimiento socialdemócrata ruso y supuso un tiempo de penuria, aislamiento y frustración para sus escasos integrantes. La represión zarista del movimiento revolucionario en Rusia, la creciente indiferencia de la intelectualidad y la dificultad de reemplazar a los revolucionarios arrestados dificultó la expansión del marxismo defendido por el Grupo. A la previsible hostilidad con la que fue recibida la nueva organización entre los populistas rusos se unió la menos esperada de los socialdemócratas de Europa occidental, más interesados en acabar con la autocracia rusa por cualquier método que en implantar la socialdemocracia entre los revolucionarios rusos. A pesar de esta situación, el Grupo se fijó el objetivo de producir y distribuir literatura marxista (tanto traducciones de Marx y Engels como trabajos propios sobre la situación en Rusia o análisis sociales y económicos). El Grupo deseaba acabar definitivamente con la simpatía hacia el populismo naródnik y atraer a la intelectualidad, fundamental para inculcar a los trabajadores la conciencia de clase y facilitar su organización socialista, al marxismo. La tarea del Grupo era la propaganda revolucionaria.

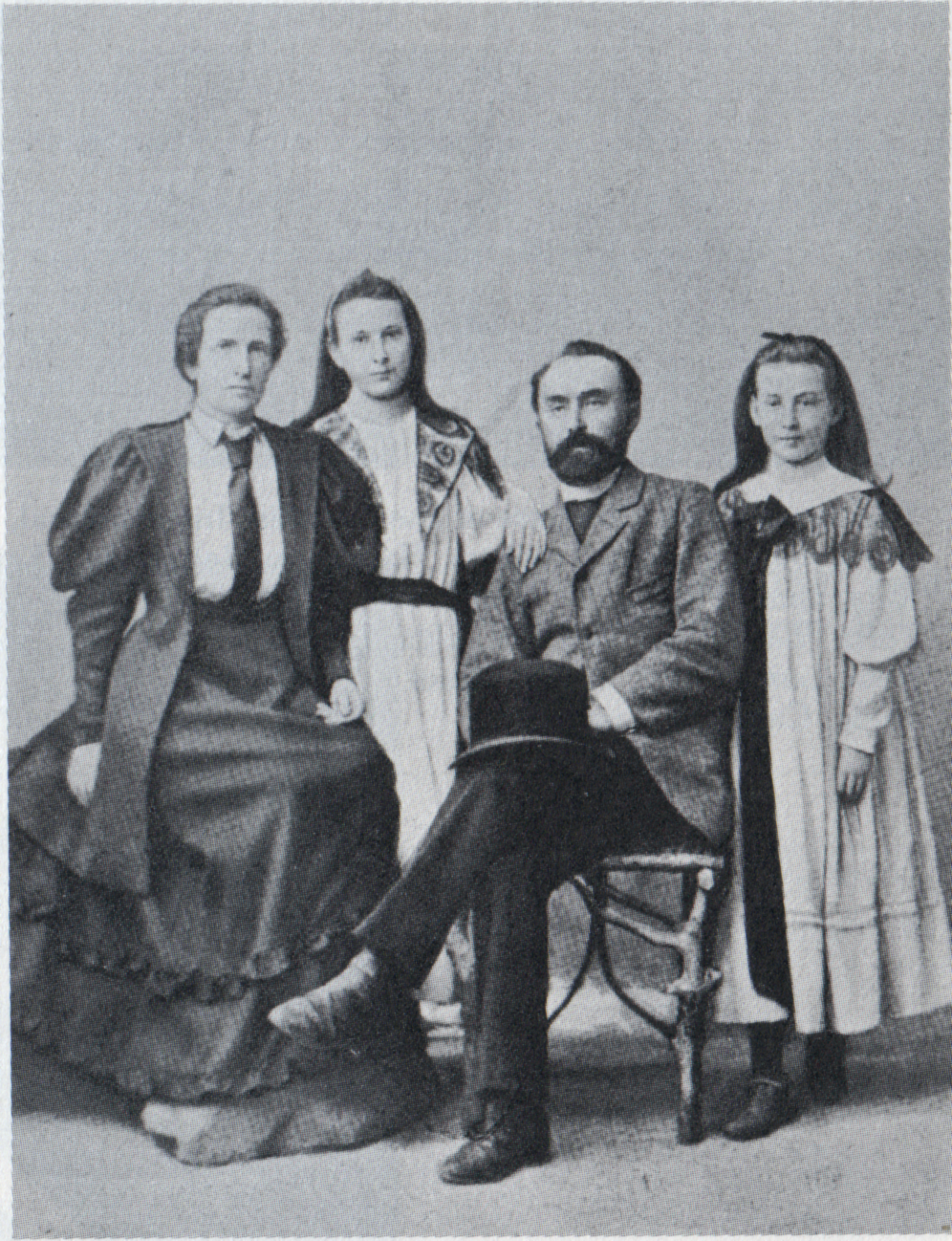
La familia Plejánov en la década de 1890. De izquierda a derecha: Rosalía Márkovna, Lidia, Gueorgui Plejánov y su otra hija, Eugenia. Las estrecheces de la familia cesaron a partir de 1895, cuando Rosalía pudo comenzar a ejercer la medicina.

Los primeros reveses del Grupo surgieron por la muerte de uno de sus cinco miembros, V. I. Ignátov, de tuberculosis en 1885 y el arresto de Lev Deutsch a mediados de 1884 en Alemania. El primero había aportado la mayoría de los exiguos fondos del grupo mientras que el segundo había sido el encargado de la administración, organización interna y contactos con otros grupos. Su pérdida se demostró irreparable, pues ninguno de los restantes miembros —Vera Zasúlich, Pável Axelrod y el propio Plejánov— contaba con la capacidad de Deutsch en estas tareas. Plejánov, además, trataba de concentrarse todo lo posible en el desarrollo de la teoría política y de dejar las tareas organizativas a sus compañeros.
Los primeros contactos del Grupo con otros círculos revolucionarios en Rusia fueron escasos y de corta duración, ya que estos fueron sistemáticamente desmantelados por la policía rusa. La lejanía de Rusia, la renuencia a admitir nuevos miembros en el Grupo y la dura crítica de Plejánov a los posibles adversarios, mal vista en ocasiones por sus compañeros, dificultaban además la colaboración con otras organizaciones revolucionarias. Además, la falta de apoyo financiero externo llevó a los miembros del Grupo y sus familias a la pobreza. Para poder sobrevivir Plejánov tuvo que convertirse en tutor de niños de familias rusas acomodadas que residían en Suiza, Axelrod montar una fábrica de kéfir y Zasúlich aceptar otro trabajo menor. A pesar de esto, las familias de los revolucionarios pasaron serias privaciones y, en el caso de Plejánov, la actividad incesante, la escasa comida y la falta de sueño lo hicieron enfermar de tuberculosis. Gravemente enfermo entre 1885 y 1888, logró recuperarse parcialmente, pero tuvo recaídas y la enfermedad acabó por matarlo en 1918. Su compañera Rosalía retomó los planes de ejercer como médico para sostener a la familia, pero solo lo logró a partir de 1895, una vez logrado el título en Suiza.
En 1889, la explosión fortuita a manos de unos terroristas rusos de cierto combustible con el que experimentaban y que causó varios muertos, llevó a las autoridades suizas a exigir la salida de Plejánov del país. Se instaló en el pueblo fronterizo francés de Mornex, acompañado de Vera Zasúlich, que le siguió para cuidarlo; tuvo que vivir durante los siguientes cinco años separado de su familia, que permaneció en Suiza y a la que solo pudo visitar ocasionalmente. En 1894 fue expulsado de Francia como resultado de una campaña de la prensa en su contra por sus críticas al acercamiento francés a Rusia. Tras plantearse pasar a los Estados Unidos, finalmente se mudó a Gran Bretaña en el otoño de 1894. Mientras, su tercera hija había muerto en 1893, lo que hundió a Plejánov en la depresión. En 1889, tras el congreso fundacional de la Segunda Internacional Socialista en París, Plejánov viajó a Gran Bretaña a conocer a Engels a través de un conocido mutuo; Plejánov siempre lo trató de manera reverencial. Los dos estrecharon relaciones después de instalarse Plejánov en Gran Bretaña expulsado de Francia hasta su vuelta a Ginebra a finales de 1894. Ese mismo año, meses antes de morir, Engels permitió al Grupo reeditar su obra crítica con Tkachov y los populistas y admitió tácitamente su equivocación anterior al apoyar a estos y criticar a los socialdemócratas rusos.
A finales de la década de 1880 y comienzos de la siguiente, los trabajos del Grupo y especialmente de Plejánov habían comenzado a tener mayor influencia entre los revolucionarios rusos y a difundir el pensamiento socialdemócrata entre estos. La nueva actividad de la intelectualidad rusa, atizada en parte por la nefasta gestión gubernamental de la hambruna de 1891, favoreció a los socialdemócratas. Destacadas figuras rusas de la política (Lenin, Yuli Mártov, Piotr Struve), la economía (Mijaíl Tugán-Baranovski), la filosofía (Serguéi Bulgákov) o la literatura (Máximo Gorki) se vieron atraídas por el marxismo. La permisividad del Gobierno ruso, deseoso de que los marxistas desprestigiasen a los populistas, considerados la oposición más peligrosa, produjo la multiplicación de las publicaciones socialdemócratas en Rusia, lo que condujo a una gran expansión de su actividad e influencia. Plejánov tuvo un destacado papel en la expansión socialdemócrata en Rusia y comenzó a publicar, aunque con diversos seudónimos para evitar la censura zarista. Tuvo especial impacto su obra Acerca del desarrollo de la concepción monista de la historia (1895), con gran influencia en la intelectualidad del momento. Ya en 1892, había aconsejado no limitarse a la propaganda en círculos reducidos, sino expandir la actividad socialdemócrata entre los trabajadores a través de la agitación relacionada con cuestiones económicas, que tuvo gran éxito.
El Grupo aumentó considerablemente su influencia y sus contactos con grupos revolucionarios en Rusia: en 1893 los socialdemócratas de San Petersburgo de Yuli Mártov solicitaron al Grupo que los representase en el congreso de la Internacional Socialista de ese año en Zúrich. Al año siguiente, comenzó el periodo de mayor tolerancia de las autoridades rusas hacia los socialdemócratas y el crecimiento acelerado de sus organizaciones: el Grupo aconsejó la formación de un partido político.

### Oposición a las nuevas corrientes
A finales del siglo XIX, surgieron dos corrientes socialistas que abogaban por el abandono del ideal revolucionario para lograr la implantación del socialismo a través de las reformas: el revisionismo y el economicismo. El principal impulsor de la primera fue el socialdemócrata alemán Eduard Bernstein, que propugnaba un socialismo pragmático que abandonase la oratoria revolucionaria y avanzase hacia el socialismo mediante la actividad política parlamentaria y la acción de los sindicatos, una posición más cercana a la experiencia de los trabajadores y alejada de la teoría de los ideológos socialistas. La aparición de la teoría de Bernstein y sus partidarios produjo una fortísima impresión en Plejánov y Axelrod, que se opusieron a ella. Ambos admitieron como cierta parte de los argumentos de Bernstein, pero se opusieron a sus conclusiones. Ante la continuación del ataque a los fundamentos del marxismo por parte de Bernstein en Die Neue Zeit (Nuevos tiempos), Plejánov trató de rebatir con dureza sus posiciones con el permiso de Karl Kautsky a partir de agosto de 1898. Para Plejánov, la teoría de Bernstein era completamente incompatible con la socialdemocracia y la combatió con vehemencia, tildándola de «traición al marxismo». Los esfuerzos de Plejánov y las sucesivas condenas a la postura de Bernstein y sus seguidores durante los últimos años del siglo XIX y los primeros del XX no acabaron con esta corriente. Incapaz de aceptar que las corrientes revisionista y fabiana se debían a la mentalidad obrera «oportunista», Plejánov culpó de la situación a los intelectuales de las nuevas corrientes. Para Plejánov la actitud de estos denotaba vacilaciones en su tarea de conciencia del socialismo y había producido el acomodo de los trabajadores con el capitalismo reformado. La controversia con estas corrientes reformistas acentuó la tendencia jacobina en Plejánov y tuvo importantes consecuencias en la evolución del socialismo ruso. De él escribió Lenin en 1908: "Plejánov fue el único marxista en la social democracia internacional que criticó desde el punto de vista del materialismo dialéctico consecuente aquellas increíbles necedades acumuladas por los revisionistas".
En Rusia el economicismo surgió a la vez que el revisionismo en Alemania. Su aparición era una consecuencia del crecimiento del movimiento socialista en Rusia y su creciente inclusión de elementos proletarios, más interesados en asuntos económicos que en objetivos políticos. Concentrado en tratar de rebatir las tesis de los partidarios del revisionismo, Plejánov no arremetió contra los economicistas hasta dos años más tarde de su surgimiento, en 1900. Para Plejánov, esta última corriente era simplemente una variante rusa de la alemana, que amenazaba sus esfuerzos para crear un partido socialdemócrata con base marxista. Plejánov consideraba que las dos corrientes subestimaban la importancia de la intelectualidad en el movimiento socialista. El que los adalides de la nueva corriente tuviesen además un largo historial de roces con el Grupo acentuó el enfrentamiento de este con aquellos. El principal ataque a los economicistas por parte de Plejánov llegó con su publicación del Vademécum en marzo de 1900, tras meses de negociaciones entre las fracciones en los que se alcanzó un acuerdo formal que no fructificó. El mes siguiente, el Grupo abandonó su asociación con la Unión de Socialdemócratas Rusos, que agrupaba a parte de los economicistas. El mes siguiente, formó una nueva organización afín, la Organización Revolucionaria Socialdemócrata y fomentó la polarización entre partidarios y opositores de las tesis economicistas. La crítica de Plejánov a los economicistas fue acerba, pues consideraba que estaban dividiendo a la socialdemocracia; percibía la controversia como similar a la anterior con los populistas: un nuevo desprecio al aspecto político de la tarea revolucionaria frente a los económicos. Según Plejánov, la nueva corriente abandonaba su tarea de alentar la conciencia de clase entre el proletariado y se limitaba a tratar de alcanzar objetivos económicos, a menudo locales, perdiendo de vista los políticos y la visión global del movimiento socialdemócrata:

No nos rebelamos contra la agitación basada en la economía, sino contra aquellos agitadores que no saben aprovechar los conflictos económicos de los trabajadores con los empresarios para desarrollar la conciencia política de los trabajadores.

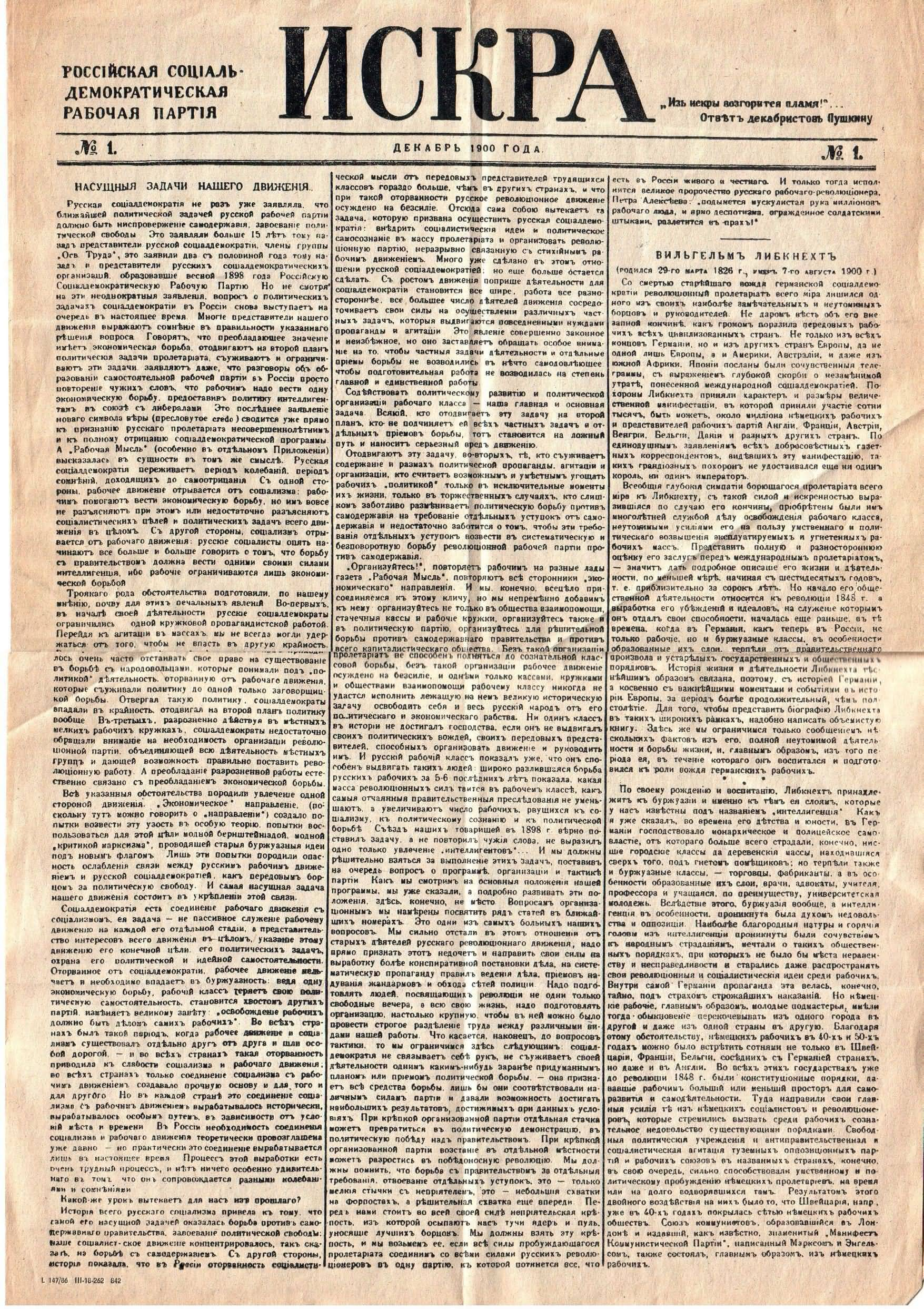
Número de diciembre de 1900 del periódico Iskra, editado en colaboración entre el Grupo y Lenin, Mártov y Potrésov. Plejánov logró que la línea editorial no fuese conciliadora con las nuevas corrientes socialdemócratas y logró obtener para sí dos votos en la junta editorial, más que ningún otro de sus compañeros editores.

Para Plejánov, los economicistas perdían de vista el objetivo final del movimiento al concentrarse excesivamente en las tareas inmediatas. En vez de inculcar y alentar la conciencia de clase entre los trabajadores, misión crucial de la intelectualidad para Plejánov, los economicistas se limitaban a adaptarse a las necesidades y anhelos de los propios trabajadores, aún no conscientes de lo que tomaba por sus verdaderos intereses. Como depositarios del conocimiento de las leyes históricas que conducían según las tesis marxistas inevitablemente al socialismo a través de su dominio de la teoría, la intelectualidad era para Plejánov la transmisora de este conocimiento a los trabajadores y los economicistas parecían abandonar esta tarea para convertirse en meros auxiliares de los sindicatos obreros. No dudó en publicar cartas privadas y en atacar personalmente a sus adversarios en la disputa. Considerando que las opiniones de los economicistas eran completamente erróneas, se opuso a cualquier tipo de acuerdo con ellos y abogó por su expulsión de las organizaciones socialdemócratas.
Tras su liberación, Lenin, Mártov y Potrésov habían decidido fundar una nueva publicación que reuniese a las diversas organizaciones y solicitaron el apoyo del Grupo. En agosto Lenin tuvo una violenta discusión con Plejánov en la que este rechazó la tolerancia hacia las demás corrientes y grupos socialdemócratas; en ella Plejánov mostró su condescendencia y vanidad en su trato a Lenin que, sin embargo, acabó reconociendo lo acertado de la posición de Plejánov más adelante. La disputa con los economicistas y revisionistas había radicalizado a Plejánov, que se oponía a cualquier tolerancia y había acentuado su jacobinismo, ya existente. Plejánov consideraba para entonces que sus opiniones y las de sus partidarios eran correctas e indiscutibles. La actitud conciliadora con los que Plejánov creía que debían ser expulsados por su defensa de posiciones que consideraba erróneas lo enfureció. Finalmente la nueva publicación, Iskra (La chispa), se fundó en diciembre de 1900, pero Plejánov obtuvo ciertas importantes concesiones: aunque la junta editorial quedaba formada por los tres miembros del Grupo, Lenin, Mártov y Potrésov, en las votaciones Plejánov contaba con dos votos y en caso de desacuerdo entre los seis miembros las opiniones de los miembros del Grupo debían aparecer en la publicación sin modificación ni recorte alguno. Una segunda publicación filosófica y teórica, Zariá (El amanecer) quedaba en la práctica en manos de Plejánov. Los estatutos de la publicación eliminaban además los elementos conciliadores planteados originalmente por Lenin y se ceñían a la defensa por la supuesta ortodoxia según los deseos de Plejánov. Pronto la relación entre Plejánov y Lenin, encargado de la dirección editorial desde Múnich, volvió a mejorar y aquel mostró su admiración por su eficiencia y seriedad en esta tarea.

### El partido, su formación y división

#### Relación con Lenin

Lenin tras su exilio en Siberia, en el periodo de colaboración con los integrantes del Grupo para la Emancipación del Trabajo en Iskra. Los roces con Plejánov se fueron sucediendo, intercalados entre otros de estrecha colaboración hasta la ruptura entre ambos después del Segundo Congreso del Partido Obrero Socialdemócrata Ruso.

Plejánov, satisfecho por la dura crítica de Lenin en su ¿Qué hacer? a economicistas y revisionistas, no expresó dudas en el momento de su publicación en 1902 por el criterio de organización del partido que Lenin reflejó en la obra. Lenin exponía su preferencia por un partido pequeño, disciplinado, conspirativo, formado por revolucionarios profesionales con gran dominio de la teoría política, libre de aquellos que pudiesen ser influidos por ideologías burguesas o careciesen de una conciencia de clase suficientemente desarrollada. Aunque abierto a los trabajadores con mayor conciencia de clase, la estructura propuesta por Lenin excluía del partido al grueso del proletariado, considerado aún demasiado primitivo para poder formar parte de él. La diferencia entre Lenin y Plejánov en la obra era más de detalle que de fondo: ambos defendían con vehemencia lo que consideraban la ortodoxia marxista, se oponían a las demás corrientes y Lenin simplemente hacía algo más de hincapié en la necesidad de contar con una conciencia de clase desarrollada para pertenecer al nuevo partido. En aquel momento en el que el partido no existía más que de nombre, las escasas diferencias sobre su organización no alarmaron a Plejánov.
Ese mismo año, los roces entre Plejánov y Lenin se debieron no a desacuerdos por la estructura del partido expresadas en la obra de este, sino por la redacción del proyecto de programa, que Plejánov presentó a comienzos de año por petición de Lenin. Las críticas que suscitó entre Lenin y Mártov hicieron que Plejánov retirase su propuesta y criticase durísimamente la contrapropuesta de Lenin. Las diferencias entre ambos amenazaron con disolver la asociación de Iskra. Una vez que las desavenencias parecían haber sido apaciguadas, una nueva crítica acerba de Plejánov a la sección sobre política agraria volvió a desatar el enfrentamiento. Finalmente, Axelrod y Zasúlich lograron que Plejánov se disculpase ante Lenin y, gracias a la actitud conciliatoria de este, volvió el consenso al grupo, aunque el incidente mostró de nuevo el creciente desacuerdo entre sus miembros.

#### El segundo congreso del partido
Plejánov abrió y presidió el Segundo congreso del partido, que comenzó en Bruselas en julio de 1903. El objetivo del congreso era la creación del partido político socialdemócrata, que solo existía de nombre, la aprobación de su programa y de sus estatutos organizativos. Deseando controlar la forma que iba a adoptar la nueva formación, los integrantes de Iskra habían tratado de asegurarse que la mayoría de los delegados fuesen en principio favorables a sus propuestas tanto respecto al programa como a la organización del partido. Los intentos de la oposición, minoritaria y formada principalmente por los dos delegados economicistas y los del Bund, de separar a Plejánov y a Lenin mediante la reivindicación de la importancia del proletariado imbuido de conciencia de clase en el partido frente a lo que consideraban exceso de importancia de la intelectualidad de la propuesta de programa de Lenin, resultaron infructuosos. A pesar de las dudas al respecto de algunos editores de Iskra, Plejánov mantuvo su respaldo a Lenin para mantener la unidad frente a los economicistas. Plejánov también respaldó el centralismo en el partido que debía permitir al comité central intervenir sin cortapisas en las organizaciones que ingresasen en partido, punto criticado por los bundistas.
En la gran disputa que llevó a la división entre bolcheviques y mencheviques, Plejánov respaldó con decisión la propuesta de Lenin que resultó derrotada: la de admitir en el partido únicamente a aquellos dispuestos a participar activamente en sus organizaciones, sin permitir el ingreso a los simpatizantes. Según Plejánov, la redacción propuesta por Lenin debía evitar que el partido admitiese a elementos oportunistas y no supuso que el nivel de conocimientos de la teoría marxista que Lenin requeriría excluiría del partido a la mayoría de los obreros. La propuesta de Lenin debía, a ojos de Plejánov, evitar la entrada en el partido de aquellos intelectuales incapaces de someterse a la disciplina de partido e imbuidos de «individualismo burgués» y reforzar así a la formación. Una vez lograda la escasa mayoría por la retirada de los delegados del Bund y los economicistas, Lenin procedió a tomar el control de los órganos del partido. Alegando una mejora de la gestión de Iskra, Lenin propuso reducir la junta editorial a Plejánov, Mártov y él mismo, lo que le hubiese otorgado el control en alianza con Plejánov; Mártov se negó a aceptarlo y el congreso dejó el control de la publicación, convertida en órgano oficial del partido, en manos de Plejánov y Lenin como coeditores. El congreso acabó con el control de las instituciones del partido (el comité central, la publicación oficial y la junta del partido) por los bolcheviques y con Plejánov habiendo respaldado a estos en las sucesivas votaciones. Había sido nombrado además presidente de la junta del partido y mantenido como editor de Iskra junto a Lenin. En una famosa intervención que acabó lamentando más tarde, afirmó además la preeminencia del interés de la revolución, juzgada por el partido, sobre cualquier principio democrático. Plejánov consideraba al partido infalible respecto de la revolución como portador de la conciencia socialista y, por tanto, legitimado para corregir posibles elecciones «equivocadas» por parte del pueblo. Su tradicional jacobinismo y la influencia de su oposición a las corrientes surgidas a finales del siglo XIX lo habían llevado a situarse cerca de los bolcheviques y a acentuar su tendencia al centralismo en el partido.

#### Alejamiento de Lenin y mediación entre las fracciones
Plejánov siguió respaldando a Lenin en el congreso de la Liga Extranjera de la Socialdemocracia Revolucionaria, la organización encargada en el segundo congreso de representar al partido como sucesora del Grupo para la Emancipación del Trabajo, que acabó con la repulsa de la posición de Lenin y el respaldo a la de los mencheviques. La creciente intransigencia de Lenin hacia sus adversarios, no obstante, desagradaba cada vez más a Plejánov, que deseaba evitar la escisión del partido recién formado. Plejánov comenzó a abogar por la tolerancia mutua para evitar la división. En octubre de 1903, decidió dimitir de la junta editorial de Iskra, pero Lenin, para evitar parecer que lo forzaba a ello, decidió ser él el que dimitiese: inmediatamente, Plejánov volvió a incluir en la junta a los antiguos editores excluidos en el congreso. Este cambio añadió además automáticamente a Axelrod y a Mártov a la junta del partido formada por cinco miembros. El cambio de Plejánov privó a Lenin del control de la junta; los intentos de mediación de Plejánov entre las fracciones fracasaron. Su cambio de actitud hacia Lenin tras su cercanía durante el congreso del partido, sin embargo, dañó el prestigio de Plejánov.
Plejánov comenzó a criticar cada vez más duramente a Lenin, no solo en asuntos de organización, sino también en los teóricos y tácticos. Su intransigencia podía debilitar al partido al privarlo de apoyos y su insistencia en un centralismo y ortodoxia teórica podían ser excesivos; según Plejánov, simplemente tildando a los disidentes de oportunistas, revisionistas o partidarios de Bernstein «los duros están dispuestos a excluir alegremente del partido una categoría tras otra de camaradas como se despoja hoja por hoja una alcachofa». En una crítica anterior a otra similar de Trotski, Plejánov describió el posible carácter del partido si este seguía las directrices de Lenin:

Imagine que el comité central que todos reconocemos poseyese el derecho de «liquidar» que aún debatimos. Esto es lo que sucedería: al acercarse la fecha de un congreso, el comité central «liquidaría» a los elementos que no lo satisficiesen, elegiría en todas partes a sus criaturas y, colmando todos los comités con ellas, se aseguraría sin dificultad una mayoría sumisa en el congreso. El congreso, formado por criaturas del comité central, lanza vivas a este, aprueba todas sus acciones, exitosas o fallidas, y aplaude todos sus planes e iniciativas. No habría entonces en realidad mayorías ni minorías en el partido, ya que habríamos alcanzado el ideal de los shah de Persia.

Para Plejánov, los bolcheviques «confunden evidentemente la dictadura del proletariado con la dictadura sobre el proletariado». Favorecía el control del Estado por el proletariado como clase, pero no de una minoría que dijese representarlo. Rechazó lo que consideraba excesiva importancia leninista de la intelectualidad, a la que parecía considerar como única depositaria de la conciencia socialista de la que las masas, con tendencias oportunistas, carecían. Esto llevaba, según Plejánov, a que el partido quedase reducido a la intelectualidad que simplemente utilizaría a las masas para lograr sus objetivos ideológicos. En oposición a esto, Plejánov proponía un traspaso paulatino del control del partido a los trabajadores, una vez que estos hubiesen adquirido conciencia de clase, lo que pondría fin al periodo «tutelar» de la intelectualidad.
A mediados de 1905, para tratar de presionar a mencheviques y bolcheviques para que se reconciliasen y reunificasen el partido, Plejánov dimitió de su puesto en Iskra y de la junta del partido. En 1906, se celebró el IV Congreso del Partido Obrero Socialdemócrata de Rusia que reunificó aparentemente el partido, pero la unidad no era real dadas las diferencias entre las corrientes y los intentos de Plejánov de mantenerla fracasaron. A partir de 1905, comenzó a criticar con más dureza a los mencheviques, a los que creía que, temiendo ser tildados de oportunistas, sostenían una postura demasiado radical. Convencido de la necesidad de extender la conciencia de clase entre las masas, se opuso al boicoteo de las elecciones a la Primera Duma y defendió el trabajo de los obreros en sindicatos y campañas electorales, que debían fomentarla. Sus intentos de recabar el apoyo de destacadas figuras marxistas internacionales en favor de su postura de cooperación vigilante con la burguesía resultó un fracaso total: Kautsky respaldó a los bolcheviques en su análisis de la situación en Rusia. Opuesto a cualquier cambio a pesar de los hechos de la revolución que cuestionaban sus teorías o de la oposición de aquellos cuya opinión valoraba, Plejánov se mostró doctrinario e incapaz de adaptarse a la realidad.

#### La revolución de 1905
Plejánov se hallaba gravemente enfermo cuando estalló la Revolución rusa de 1905 y no viajó a Rusia. Desde 1895 se hallaba de nuevo en Ginebra, a donde las autoridades suizas le permitieron regresar y donde, una vez que su esposa pudo comenzar a practicar finalmente la medicina, la familia vivía más cómodamente. Desde entonces sus costumbres apenas habían variado: trabajaba en su nuevo estudio de ocho de la mañana a seis de la tarde, sin permitir interrupciones, paraba para descansar brevemente, cenar y dar un paseo, recibía a las visitas y luego solía trabajar varias horas más por la noche. Sus estudios, aparte de la política, abarcaban la literatura, la etnografía, o el arte. Acompañado siempre por un libro, un cuaderno de notas y un lápiz, realizaba largos paseos y era una figura habitual en la zona universitaria de Ginebra.

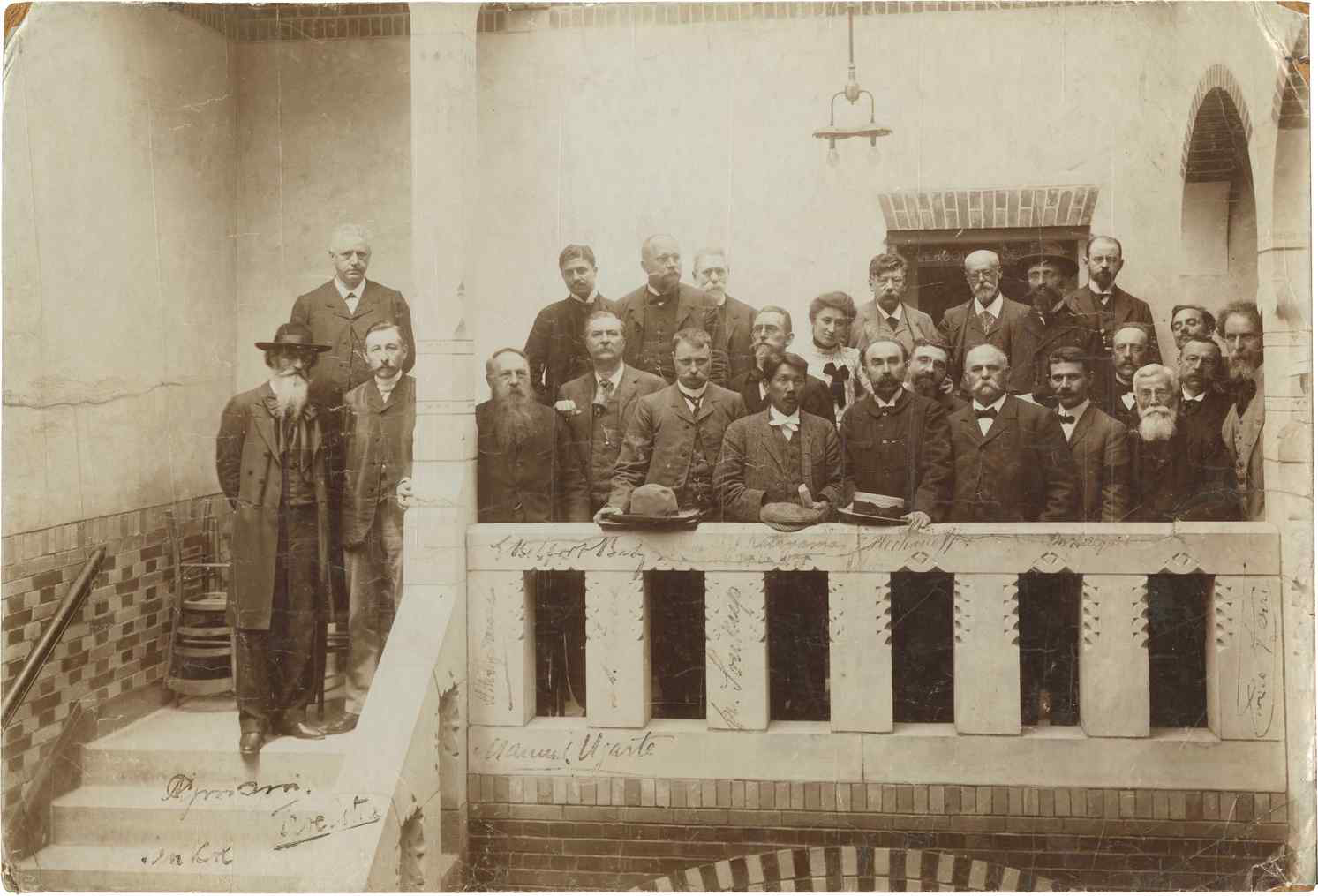
Plejánov, en el centro, junto con otros delegados de la conferencia de la Internacional Socialista en Ámsterdam en 1904. Plejánov era para entonces una destacada figura del socialismo internacional.

Plejánov mantuvo un actitud internacionalista en la Guerra ruso-japonesa, favorable a la revolución y la derrota de la autocracia rusa en el conflicto. En el congreso de la Internacional de agosto de 1904 en Ámsterdam, mostró su solidaridad con el representante japonés Sen Katayama. La necesidad de acabar con la autocracia rusa para facilitar el avance del socialismo hizo que Plejánov redoblase sus esfuerzos para recomponer la unidad interna del POSDR, pues temía que las divisiones intestinas no le permitiesen desempeñar el papel importante que le otorgaba en la inminente revolución. Publicó su actitud hacia la contienda en su Patriotismo y socialismo, en el que defendió la solidaridad proletaria y negó el patriotismo de los trabajadores, más cercanos entre sí a pesar de sus distintas nacionalidades que a las demás clases sociales de su país. Los intereses de la humanidad en general, según Plejánov, debían estar por encima de los de la nación; con el objetivo de la revolución siempre presente, los socialistas debían apoyar al país beligerante que pareciese favorecer el avance hacia el socialismo.

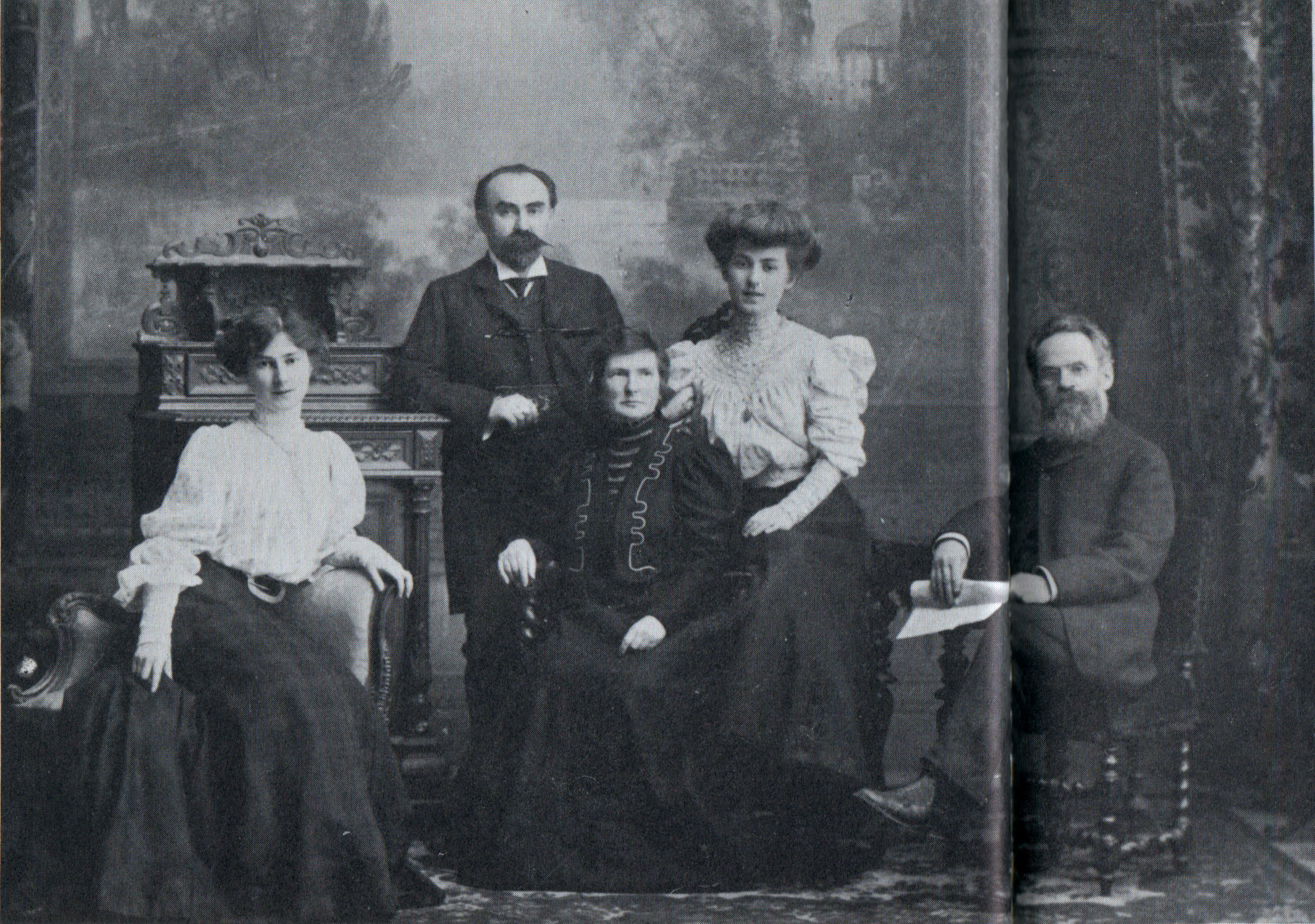
La familia Plejánov y Lev Deich en Ginebra en 1907. Para entonces la familia llevaba una vida relativamente acomodada que chocaba a los que visitaban a Plejánov, ya una figura legendaria del movimiento revolucionario ruso.

Convertido en una figura respetada del socialismo internacional, era considerado un «monumento vivo» al que numerosos rusos en el extranjero acudían a visitar. Esperando encontrarse con el arquetipo del revolucionario, muchos se sorprendían al contemplar la vida burguesa que Plejánov llevaba una vez pasados los largos años de pobreza: la familia ocupaba un apartamento con criada en el número 6 de la calle Candolle y pasaba los inviernos en la riviera italiana por la tuberculosis de Plejánov. Sus hijas habían estudiado en colegios europeos y el propio Plejánov iba siempre atildado.
Una vez recuperado mínimamente para viajar, las circunstancias en Rusia habían empeorado para los revolucionarios y se le aconsejó no regresar. La imposibilidad de acudir a Rusia durante la revolución reconcomió a Plejánov que confesó a su esposa que se sentía «como si hubiese abandonado el campo de batalla». Este sentimiento lo llevó en 1917 a acudir a Rusia incluso si su enfermedad lo llevaba a la muerte antes que volver a hallarse ausente durante la revolución.
La teoría revolucionaria de Plejánov y la debilidad de la burguesía rusa hacían necesaria la intervención del proletariado para acabar con la autocracia, pero suponían un problema: el proletariado tenía que enfrentarse a esta no para lograr el poder para sí, sino para su enemigo de clase, la burguesía. El periodo de dominio burgués, necesario según su teoría para la organización y concienciación del proletariado, también conllevaba el peligro de desilusión. Su apoyo a la colaboración de socialistas y burgueses contra la autocracia, incluso a pesar del creciente conservadurismo de los liberales, hizo que Plejánov se encontrase entre las posturas más derechistas del POSDR, rechazado por bolcheviques, que lo acusaban de oportunista, y mencheviques, que recelaban de la colaboración con la burguesía. Se mostró incapaz de aceptar la dificultad y plantear alternativas al problema de encontrar una táctica que aumentase la actividad de los trabajadores a favor de sus intereses y lograse a la vez la alianza de la burguesía. La necesidad de lograr la revolución burguesa imprescindible según sus principios para la posterior socialista llevaba a Plejánov a tratar de moderar la conciencia de clase y antagonismo con la burguesía que había tratado de inculcar toda su vida. Su posición, sin embargo, recibió un apoyo menguante y su intento de recabar el apoyo del socialismo internacional fracasó.
La relación entre la intelectualidad, inclinada a la teoría, y el proletariado, que podía no seguir los objetivos planteados por los teóricos socialdemócratas, también presentaba un problema de la teoría de Plejánov. Intermitentemente, Plejánov mostró también tendencias jacobinistas, atribuyendo gran importancia al grupo de escogidos con mayor conciencia marxista.
Las tácticas bolcheviques y el grueso de las mencheviques (cercanas a la teoría de la revolución permanente de Trotski), fueron analizadas y criticadas por Plejánov tras el fracaso de la revolución. Respaldó la colaboración con los liberales que defendían nuevamente la mayoría de los mencheviques y el trabajo en las organizaciones legales, que debían servir para aumentar la conciencia de clase entre los trabajadores, pero volvió a distanciarse de la mayoría de ellos en las posteriores disputas sobre la necesidad de acabar con la organización y actividades clandestinas.

## Decadencia política y otras actividades
Su rechazo a cambiar o adaptar las teorías que había desarrollado durante décadas a pesar de los cambios en la situación rusa hicieron que la última década tras la revolución de 1905 fuese parca en aportaciones políticas para Plejánov. Sus intentos de reconciliar a las fracciones del partido apenas recibieron apoyos y fracasaron; en 1912 el partido quedó formalmente dividido en dos, aunque Plejánov siguió tratando de lograr la reconciliación. Poco antes del estallido de la guerra mundial fundó, junto con un reducido número de partidarios, una nueva organización reunida en torno a una nueva publicación, Unidad.
En la disputa sobre el liquidacionismo —la defensa de la necesidad de disolver el partido y las acciones clandestinos para concentrar las actividades de los socialistas en tareas legales—, se opuso a los que favorecían esta posición, que consideraba contraria a la revolución y cercana al economicismo. Dada la influencia de la corriente entre los mencheviques, la oposición de Plejánov lo condujo a un aislamiento del grueso de la fracción, acercándolo de nuevo parcialmente a los bolcheviques. Su anterior relación con Axelrod, muy cercana hasta el segundo congreso del partido, se resintió profundamente por las duras críticas de Plejánov y el uso en la controversia de sus cartas privadas. Sus esfuerzos por reunificar a las fracciones y su oposición a las tácticas de los bolcheviques, sin embargo, lo separaban de Lenin. En la práctica, el mantenimiento por Plejánov de las ideas que había desarrollado como miembro del Grupo para la Emancipación del Trabajo lo alejaron de mencheviques y bolcheviques.
Entre 1908 y 1914 e incluso una vez comenzada la Primera Guerra Mundial, la actividad de Plejánov pasó a otros campos como la literatura, el arte, la filosofía o la historia, y se dedicó cada vez menos a la política. En 1909 su interés por la historia, siempre intenso, se acentuó, y comenzó a escribir su Historia del pensamiento social ruso, que dejó inacabado a su muerte. Plejánov no era solo un destacado teórico político, sino que se lo considera uno de los autores rusos más dotados, cultos e influyentes de su época.

## La guerra mundial: del internacionalismo aldefensismo

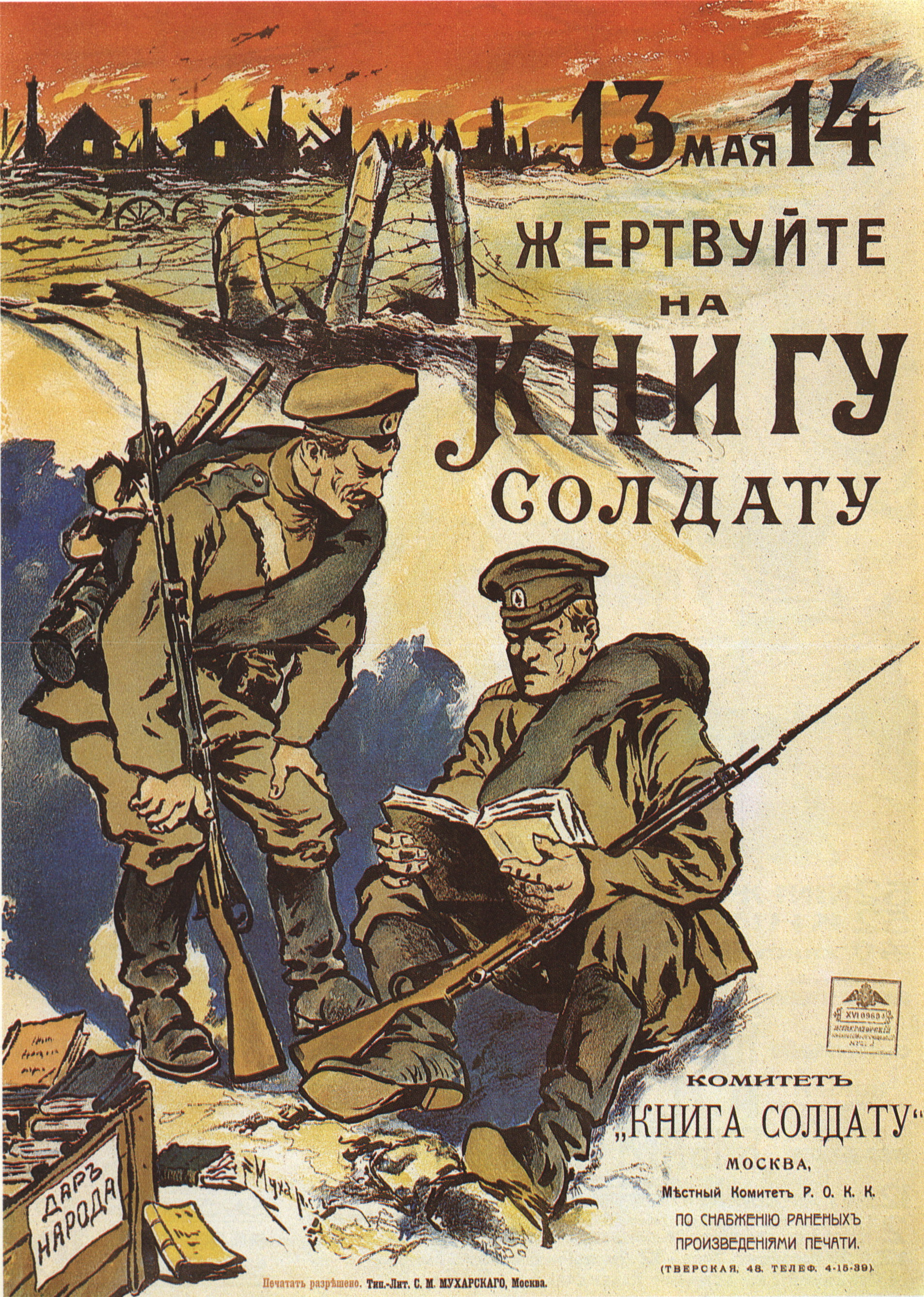
Cartel de propaganda bélica rusa de 1916. Plejánov abandonó su anterior internacionalismo y oposición frontal a la guerra para adoptar una postura defensista favorable a la Triple Entente.

Tras la declaración de guerra de Austria-Hungría a Serbia, Plejánov marchó de París, a donde había acudido a recopilar material para su obra histórica, a Bruselas, donde se iba a celebrar una reunión extraordinaria del Buró Socialista Internacional. En esta los socialistas austrohúngaros no se mostraron dispuestos a oponerse a los deseos belicistas de su Gobierno, pero los representantes alemanes y franceses mantuvieron la postura internacionalista y opuesta a la guerra que la Internacional había sostenido desde comienzos de siglo. Tras el asesinato de Jean Jaurès poco después, su sucesor al frente del partido socialista francés, Jules Guesde, viejo amigo de Plejánov, abandonó el internacionalismo, anunció su disposición a votar a favor de los créditos de guerra solicitados por el Gobierno francés y más tarde ingresó en el Consejo de Ministros. Por su parte, los socialdemócratas alemanes acataron la orden de su Gobierno de acabar con las manifestaciones y votaron a favor de los créditos de guerra el día del ultimátum alemán a Bélgica.
Los cambios de actitud de los socialistas europeos coincidieron con los de Plejánov: de una oposición a la guerra, este pasó a defender la victoria de la Entente y la derrota alemana. Para Plejánov, en Francia cuando estalló finalmente el conflicto mundial, este país representaba la causa del progreso mientras que Alemania era la nación que encarnaba el imperialismo y el militarismo. Consideraba a los Imperios Centrales culpables del conflicto y la defensa de la Entente como la simple defensa del agredido. Las acciones del SPD le causaron además honda desilusión. Tras cuarenta años de oposición al gobierno zarista, Plejánov pasó a defenderlo y participar en el reclutamiento de voluntarios rusos para el frente francés, además de abogar por el voto favorable de los diputados socialistas de la Duma a los créditos de guerra, a diferencia de otros socialistas «defensistas» más moderados. Su actitud hacia el Gobierno zarista fue extremadamente moderada. Adoptó una posición defensista que causó estupor y tristeza entre sus seguidores. Su posición lo llevó a la extrema derecha del partido y lo aisló prácticamente de todos sus antiguos compañeros del mismo. Su evolución hacia la postura de los revisionistas y su adopción del derecho de defensa de la patria se vio acompañada en el aspecto filosófico por el acercamiento a Emmanuel Kant, que antes había criticado con dureza. Las opiniones de Plejánov quedaron reflejadas en la nueva publicación La llamada, impresa en París, que reunió a diversos socialdemócratas y socialrevolucionarios de los sectores más derechistas.
Incluso con el crecimiento de la oposición a la guerra en Rusia, Plejánov no varió de actitud, sino que trató de frenar el cambio y reforzar la defensa del país; temía que una posible revolución trajese el desorden y perjudicase su desempeño en la contienda. Con la burguesía rusa opuesta a cualquier veleidad revolucionaria, una posible revolución no podría adecuarse a las premisas de Plejánov de un paso al socialismo en dos etapas con una primera fase burguesa y una toma del poder por los socialistas le parecía la peor posibilidad para la clase obrera. Plejánov prefería una victoria rusa que, aunque reforzaría la autocracia reaccionaria, debía permitir según su análisis el desarrollo económico del país, necesario para la evolución hacia el socialismo. Se opuso a las resoluciones de las conferencias de Zimmerwald y Kienthal, en las que no participó.
La posición de Plejánov ante la guerra recabó escaso apoyo en Rusia, lo aisló políticamente y anuló su influencia en el país. Esta impotencia para controlar los acontecimientos y el alejamiento de sus antiguos compañeros afectó a Plejánov, que ya en 1916 fue descrito por un antiguo seguidor como herido y abatido por la situación. Lenin lo acusó de «social-chovinista» en sus Tesis de abril.

## Periodo revolucionario y muerte

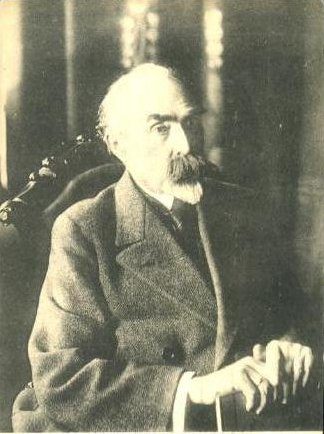
Plejánov en Petrogrado en abril de 1917. Enfermo, sostuvo posiciones conciliadoras con la burguesía que lo alejaron de la mayoría de los socialistas; su influencia en el periodo interrevolucionario fue escasa.

La noticia de la Revolución de Febrero de 1917 y el final de la monarquía en Rusia le llegó a Plejánov mientras se encontraba en el balneario fundado por su mujer en San Remo y al comienzo no consideró necesario abandonar su trabajo en La historia del pensamiento social ruso y regresar a Rusia. Pronto cambió de idea, considerando que la revolución parecía haber logrado la cooperación entre socialistas y burgueses que él había augurado como necesario en la primera fase revolucionaria. Ocho días después de la abdicación del zar, el matrimonio Plejánov abandonó San Remo camino de Rusia, a pesar del riesgo para la salud de Plejánov, cuya tuberculosis se había agravado. Decidido a no hallarse ausente de Rusia en esta segunda revolución, Plejánov insistió en continuar el viaje a pesar del intenso constipado que sufría.
Las autoridades británicas le facilitaron el regreso confiando en que su presencia en Rusia sirviese para recuperar el vigor del esfuerzo bélico ruso; llegó a Petrogrado el 31 de marzojul./ 13 de abril de 1917greg. junto con una delegación de socialistas de la Entente. Una gran multitud lo recibió en la Estación Finlyandsky, donde lo aguardaban también algunos de sus partidarios y Nikolái Chkheidze como representante del Sóviet de Petrogrado.

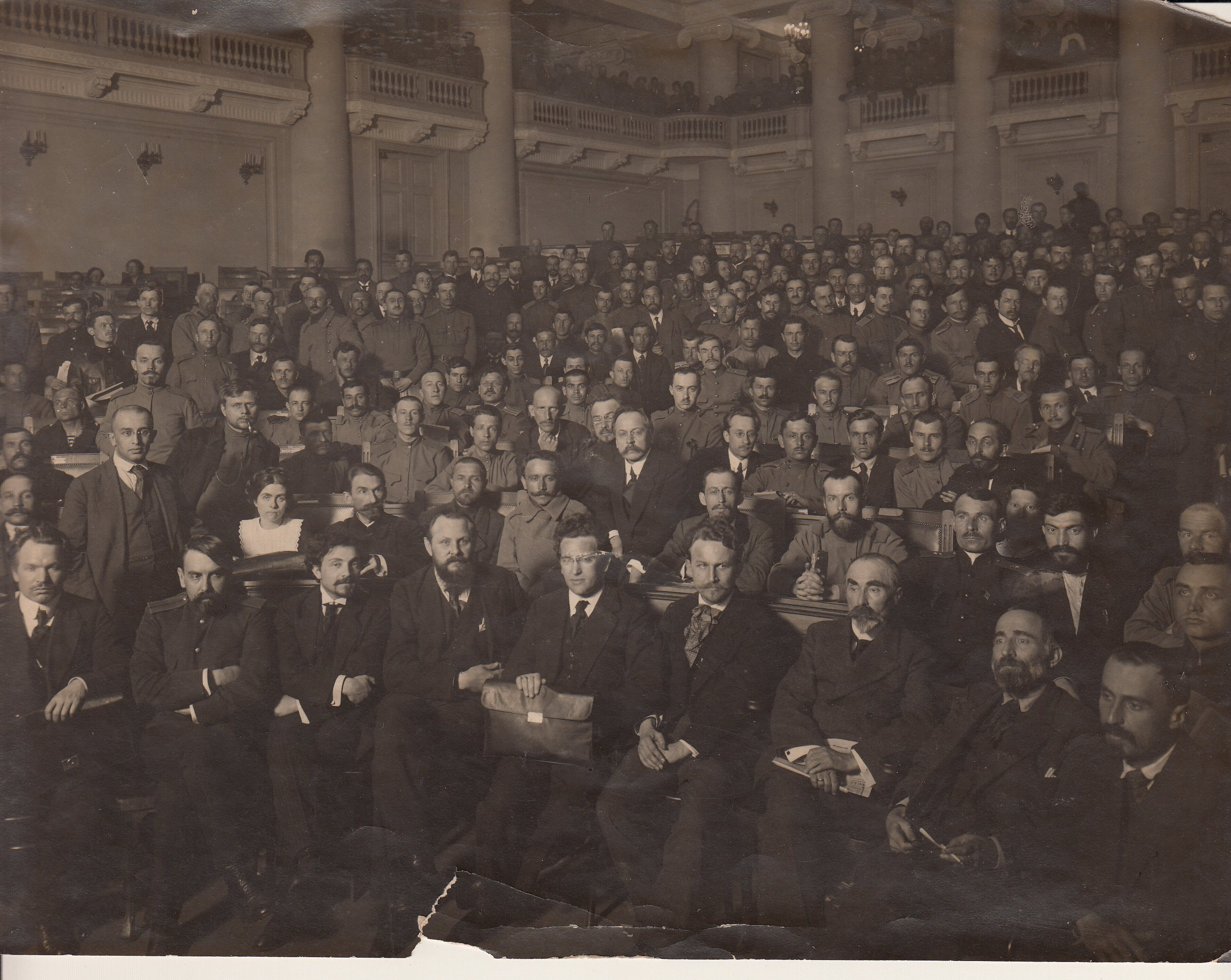
Miembros del Sóviet de Petrogrado (1917). Plejánov el tercero a la izquierda en primera fila.

Al comienzo, los dirigentes socialistas moderados que controlaban los sóviets (consejos) coincidieron con Plejánov en la necesidad de colaborar con el Gobierno provisional liberal, pero se opusieron a su intenso defensismo y a su crítica de la Orden número 1. El clamor popular entre las tropas a favor de la paz hacía imposible la adopción por parte del Sóviet de Petrogrado de la posición defensista a ultranza de Plejánov. Contrario a las ocupaciones de tierras de los campesinos, rechazó el llamamiento del Primer congreso de los soviets campesinos a nacionalizar la tierra y defendió la compensación a los terratenientes expropiados. A los obreros también les aconsejó moderación para mantener la unidad nacional, tratando en todo momento de reducir la lucha de clases que había defendido toda su vida; sus intentos no lograron frenar la radicalización popular que se produjo a lo largo de 1917. Favorable a la coalición social-burguesa, respaldó los Gobiernos de coalición, temió por su continuidad en la crisis de julio y defendió la moderación de las masas para lograr el asentamiento de la democracia burguesa que creía necesaria antes del paso al socialismo. Su oposición a la postura de Lenin fue total. En su intento por detener el acercamiento de la población a los bolcheviques dio créditos a los rumores sobre la relación de Lenin con los alemanes durante las Jornadas de Julio, los acusó de anarquistas, bakuninistas y demagogos y defendió la represión de Kérenski tras las Jornadas. A los socialistas moderados los criticó por su supuesta tibieza hacia los bolcheviques.
Su oposición a los moderados y a los bolcheviques le hizo perder rápidamente el prestigio e influencia entre los revolucionarios; no participó en las actividades de los soviets y rechazó un puesto en el Comité Ejecutivo Central (VTsIK) cuando los miembros se negaron a adjudicarle dos puestos en él. La desconfianza de los moderados se plasmó en el veto del Comité Ejecutivo a la candidatura de Plejánov como ministro de los gabinetes formados en mayo y en julio. Sin un puesto en los soviets ni en el Gobierno provisional, Plejánov se tuvo que contentar con la presidencia de una comisión gubernamental para la mejora de las condiciones de los trabajadores ferroviarios, un puesto marginal. Sin la confianza de los socialistas moderados, se lo consideraba cada vez más un kadete, ya que sus opiniones apenas se distinguían de las de estos. Alejado de sus antiguos compañeros socialistas, recibió las alabanzas de los liberales. Opuesto al golpe de Kornílov, este, sin embargo, sopesó la posibilidad de incluirlo en su Gobierno.
Criticó desde las páginas de Yedinstvo la Revolución de Octubre, que consideró fracasaría en imponer un régimen socialista: el proletariado no constituía la necesaria mayoría de la población, el campesinado no estaba interesado en el socialismo, sino en obtener la posesión de la tierra y la revolución en Alemania no se produciría; todo esto conduciría a una guerra civil y a la pérdida de lo ganado desde la Revolución de Febrero. Pocos días después, la publicación fue prohibida por las nuevas autoridades y, tras aparecer con otro nombre un par de números, fue definitivamente suprimida. Pocos días después de la toma del poder por Lenin y sus seguidores, un grupo de soldados y marinos irrumpió en su casa de las afueras de Petrogrado en busca de armas, sin reconocerlo. Temiendo por su vida tras la campaña de desprestigio en su contra, no reveló su identidad a la partida; días después el nuevo Gobierno (Sovnarkom) promulgó un decreto para protegerlo. Para entonces su esposa había decidido trasladarlo al hospital de la Cruz Roja francesa de la capital y, en enero de 1918, tras el asesinato de dos exministros en el mismo a manos de una banda de soldados y marinos, a un sanatorio de Terijoki (entonces Finlandia), donde residió hasta su muerte pocos meses más tarde.

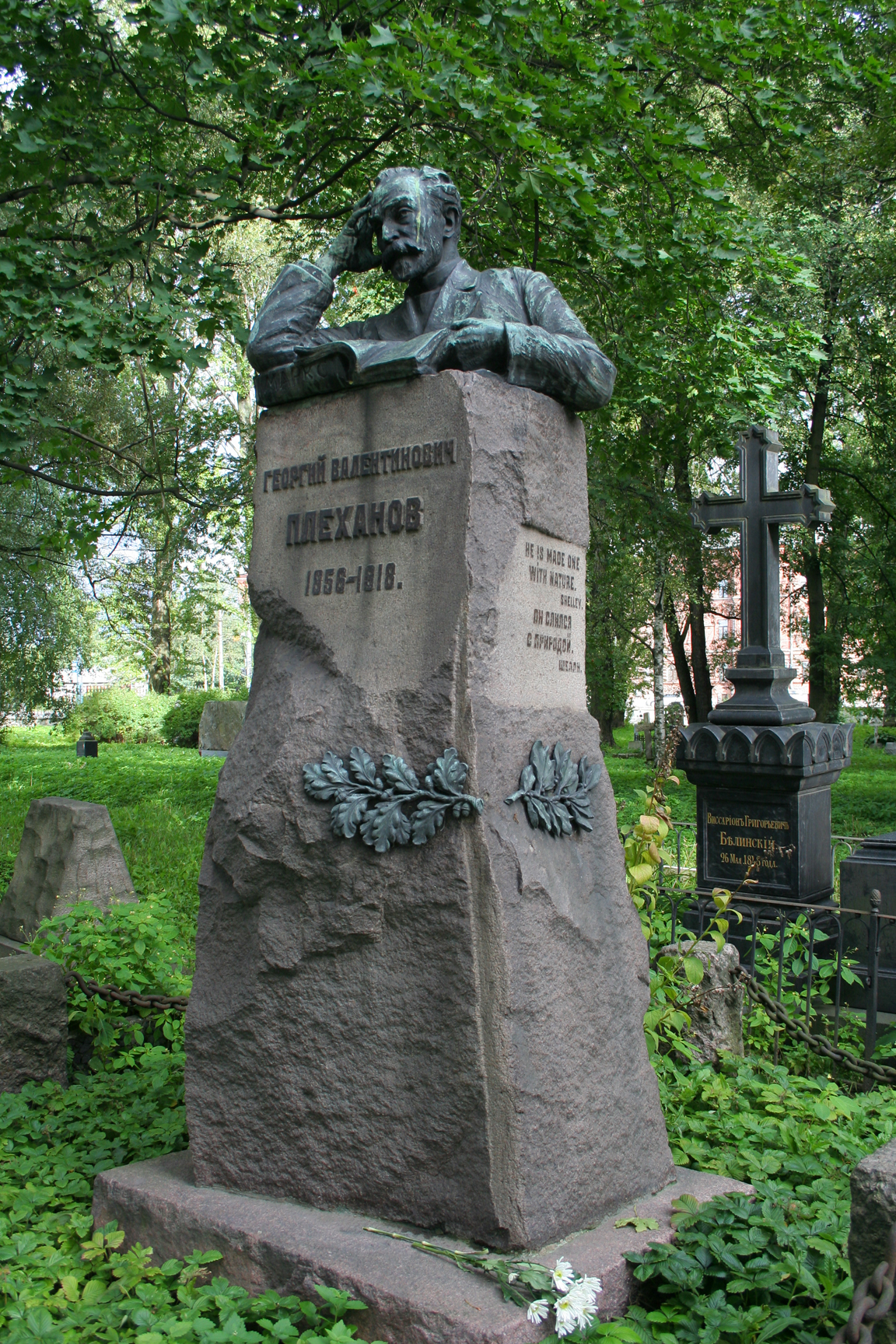
La tumba de Plejánov en el Cementerio Vólkovo.

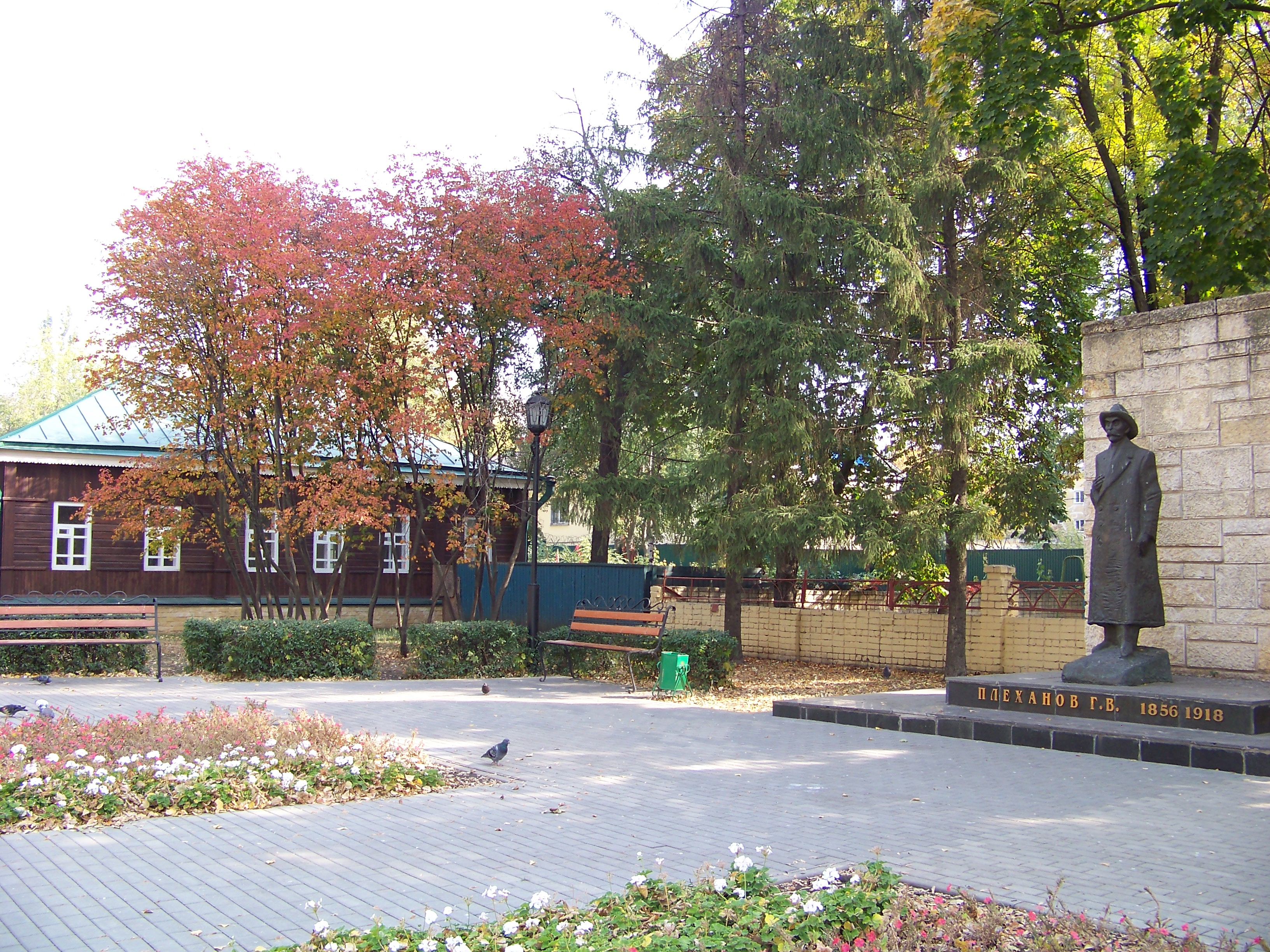
Casa de Plejánov en Lípetsk durante su exilio.

Lúcido, aunque ya muy enfermo, se sentía desilusionado por los acontecimientos. Murió el 30 de mayo de 1918 a la edad de 61 años por tuberculosis. Su cuerpo fue trasladado a Petrogrado, donde estuvo de cuerpo presente durante varios días y fue honrado por la multitud que, sin embargo, no lo había respaldado en vida. En su funeral, se le pidió a Nicolas Slonimsky que tocara el piano y eligió una marcha fúnebre de Beethoven. Fue enterrado en el Cementerio Vólkovskoe o Vólkovo, en el sector denominado Literátorskie mostkí (Литераторские мостки), cerca de su familiar Visarión Belinski.

## Legado

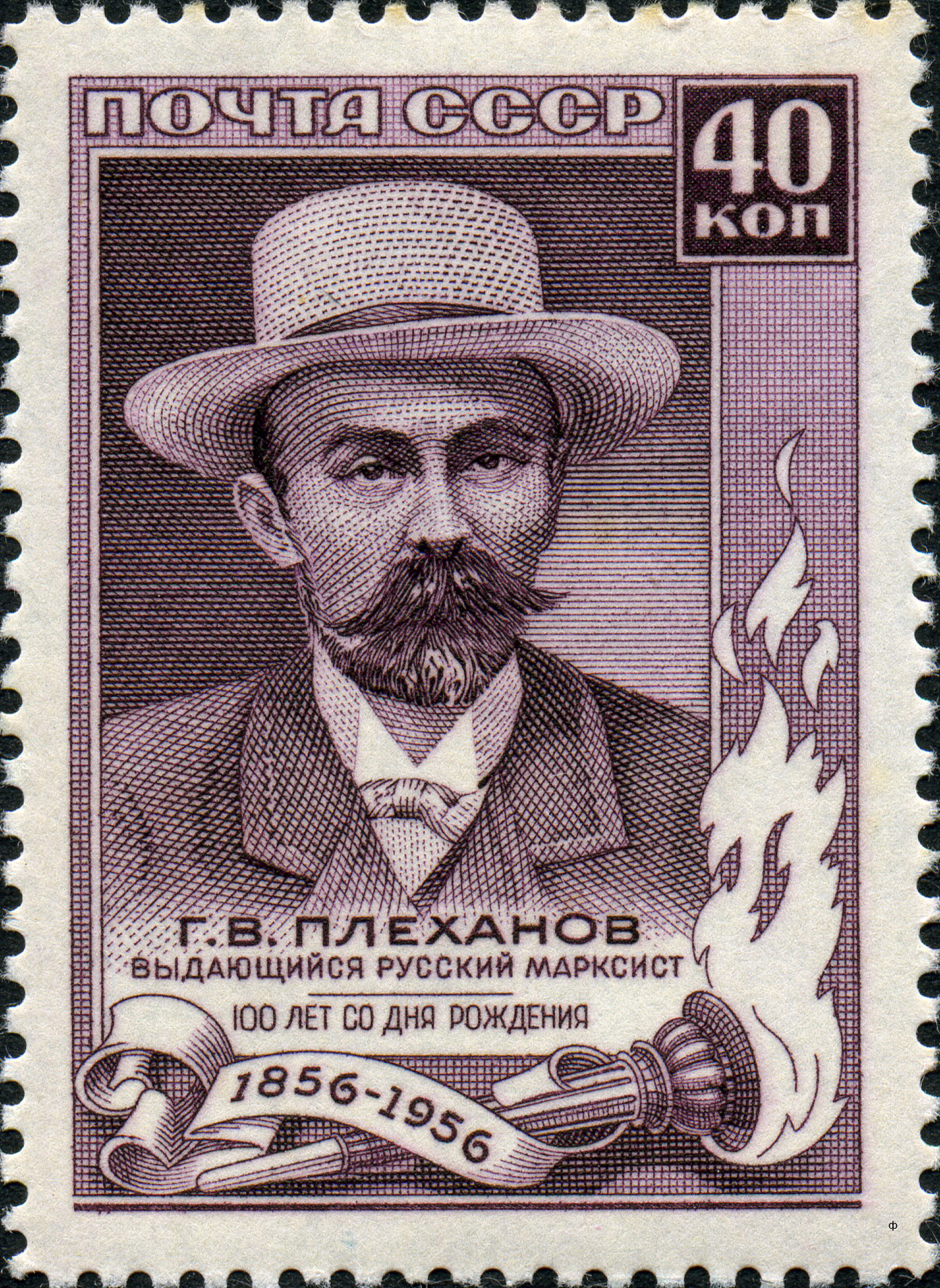
Sello soviético de 1956 para el 100 aniversario del nacimiento de Plejánov.

Plejánov es recordado como un importante y pionero pensador marxista ruso. Durante su vida, Plejánov escribió extensamente sobre el materialismo histórico, sobre la historia de la filosofía materialista, sobre el papel de las masas y del individuo en la historia. Plejánov siempre insistió en que el marxismo era una doctrina materialista más que idealista, y que Rusia tendría que pasar por una etapa de desarrollo capitalista antes de convertirse en socialista. También escribió sobre la relación entre la base y superestructura, sobre el papel de las ideologías y sobre el papel del arte en la sociedad humana.

Plejánov y Lenin no estaban de acuerdo en términos de compromiso con la acción política, así como en la orientación directa a la clase obrera. A pesar de estos desacuerdos, Lenin consideraba a Plejánov un filósofo sobresaliente y escribió en fecha tan tardía como 1921 que: 
"Es imposible convertirse en un comunista inteligente y genuino sin estudiar, precisamente estudiar, todo lo que Plejánov ha escrito sobre filosofía, pues lo que ha escrito es lo mejor que se puede encontrar en toda la literatura internacional sobre el marxismo".
Los comunistas soviéticos también apreciaron su memoria y dieron su nombre a la Universidad Rusa de Economía Plejánov y al Instituto Estatal de Minería de San Petersburgo G. V. Plejánov. Una estatua suya fue erigida en 1925 en San Petersburgo.

## Obras
- Socialismo y la lucha política, 1883.
- El anarquismo y el socialismo, 1894
- La concepción monista de la historia, 1895.
- Esbozos de historia del materialismo, 1896.
- La concepción materialista de la historia, 1897.
- El papel del individuo en la historia, 1898.
- Contra el Anarquismo, 1895.
- Las cuestiones fundamentales del marxismo, 1907.
- Materialismo militante, 1907.
- Cartas sin dirección, 1899-1906.
- El arte y la vida social, 1912.